# Гней Помпей Великий
Гней Помпе́й Вели́кий, или Гней Помпей Магн (лат. Gnaeus Pompeius Magnus; родился 29 сентября 106 года до н. э., Пицен, Римская республика — убит 28 или 29 сентября 48 года до н. э. у побережья Пелузия, Египет) — древнеримский государственный деятель и полководец, консул Римской республики 70, 55 и 52 годов до н. э., командующий лояльными сенату войсками в гражданской войне 49—45 годов до н. э.
Начал карьеру, сражаясь на стороне Луция Корнелия Суллы в гражданской войне 83—82 годов до н. э., успешно командовал войсками в Италии, Сицилии, Африке и Испании. В 70 году до н. э. выступил одним из инициаторов отмены законов Суллы. В 60-е годы до н. э. Помпей стал одним из самых влиятельных людей в Риме, очистив Средиземное море от киликийских пиратов и расширив римское влияние на востоке во время Третьей Митридатовой войны.
В 60 году до н. э. Помпей вместе с Марком Лицинием Крассом и Гаем Юлием Цезарем организовал первый триумвират — неформальное объединение трёх ведущих политиков, оказывавшее решающее влияние на римскую политику в течение нескольких лет. Распад триумвирата и сближение Помпея с сенаторами, настроенными против Цезаря, привели к началу новой гражданской войны. После поражения в битве при Фарсале Гней бежал в Египет, где был убит. Чрезвычайно известный при жизни, Помпей стал впоследствии восприниматься лишь как неудачливый противник победившего его Цезаря.

## Биография

### Происхождение
Согласно наиболее распространённому мнению, Гней Помпей родился 29 сентября 106 года до н. э. Точная дата его рождения устанавливается на основании свидетельств Веллея Патеркула и Плиния Старшего о гибели и о третьем триумфе в день рождения.
Всего известно несколько родов Помпеев. Те Помпеи, из которых происходил Гней, были не латинского происхождения, а происходили из плебейского рода из Пицена на адриатическом побережье Апеннинского полуострова. Само родовое имя «Помпей» считается родственным топониму в Кампании. Вероятно, имя происходит от корня в оскском языке, означавшего «пять», а окончание -eius иногда рассматривается как влияние этрусского языка. Первый известный представитель этого рода, но другой ветви, Квинт Помпей, был консулом 141 года до н. э. Секст Помпей, дед Гнея, в 118 году до н. э. участвовал в сражениях с кельтами в Македонии (вероятно, будучи претором), где был убит в бою. Отец Помпея, Гней Помпей Страбон, был известным полководцем и консулом 89 года до н. э. Молодой Помпей был родственником известного поэта-сатирика Гая Луцилия, но неясно, кем была сестра сатирика Луцилия — бабушкой или матерью Гнея. Несмотря на политические успехи на протяжении трёх поколений, по своей роли в Риме семейство Помпеев было ближе ко всадникам, чем к семействам нобилей с их многовековой историей.
Генеалогия Помпея Великого по версии Pauly-Wissowa:
|  |  |              |              |              |              | Гней Помпей          |                      |                      |                      |                      |                      |                  |                  |                     |                     |                     |                     |                     |                     |                     |                     |                     |                     |             |             |             |             |            |            |            |            |  |  |        |        |        |        |        |        |  |  |             |             |             |             |             |             |
|  |  |              |              |              |              |                      |                      |                      |                      |                      |                      |                  |                  |                     |                     |                     |                     |                     |                     |                     |                     |                     |                     |             |             |             |             |            |            |            |            |  |  |        |        |        |        |        |        |  |  |             |             |             |             |             |             |
|  |  |              |              |              |              |                      |                      |                      |                      |                      |                      |                  |                  |                     |                     |                     |                     |                     |                     |                     |                     |                     |                     |             |             |             |             |            |            |            |            |  |  |        |        |        |        |        |        |  |  |             |             |             |             |             |             |
|  |  | Гней Помпей  | Гней Помпей  | Гней Помпей  | Гней Помпей  | Гней Помпей          | Гней Помпей          |                      |                      | Секст Помпей         | Секст Помпей         | Секст Помпей     | Секст Помпей     | Секст Помпей        | Секст Помпей        |                     |                     | Луцилия (?)         | Луцилия (?)         | Луцилия (?)         | Луцилия (?)         | Луцилия (?)         | Луцилия (?)         |             |             |             |             |            |            |            |            |  |  |        |        |        |        |        |        |  |  |             |             |             |             |             |             |
|  |  | Гней Помпей  | Гней Помпей  | Гней Помпей  | Гней Помпей  | Гней Помпей          | Гней Помпей          |                      |                      | Секст Помпей         | Секст Помпей         | Секст Помпей     | Секст Помпей     | Секст Помпей        | Секст Помпей        |                     |                     | Луцилия (?)         | Луцилия (?)         | Луцилия (?)         | Луцилия (?)         | Луцилия (?)         | Луцилия (?)         |             |             |             |             |            |            |            |            |  |  |        |        |        |        |        |        |  |  |             |             |             |             |             |             |
|  |  |              |              |              |              |                      |                      |                      |                      |                      |                      |                  |                  |                     |                     |                     |                     |                     |                     |                     |                     |                     |                     |             |             |             |             |            |            |            |            |  |  |        |        |        |        |        |        |  |  |             |             |             |             |             |             |
|  |  |              |              |              |              |                      |                      |                      |                      |                      |                      |                  |                  |                     |                     |                     |                     |                     |                     |                     |                     |                     |                     |             |             |             |             |            |            |            |            |  |  |        |        |        |        |        |        |  |  |             |             |             |             |             |             |
|  |  |              |              |              |              | Секст Помпей Философ | Секст Помпей Философ | Секст Помпей Философ | Секст Помпей Философ | Секст Помпей Философ | Секст Помпей Философ |                  |                  | Гней Помпей Страбон | Гней Помпей Страбон | Гней Помпей Страбон | Гней Помпей Страбон | Гней Помпей Страбон | Гней Помпей Страбон |                     |                     | Луцилия (?)         | Луцилия (?)         | Луцилия (?) | Луцилия (?) | Луцилия (?) | Луцилия (?) |            |            |            |            |  |  |        |        |        |        |        |        |  |  |             |             |             |             |             |             |
|  |  |              |              |              |              | Секст Помпей Философ | Секст Помпей Философ | Секст Помпей Философ | Секст Помпей Философ | Секст Помпей Философ | Секст Помпей Философ |                  |                  | Гней Помпей Страбон | Гней Помпей Страбон | Гней Помпей Страбон | Гней Помпей Страбон | Гней Помпей Страбон | Гней Помпей Страбон |                     |                     | Луцилия (?)         | Луцилия (?)         | Луцилия (?) | Луцилия (?) | Луцилия (?) | Луцилия (?) |            |            |            |            |  |  |        |        |        |        |        |        |  |  |             |             |             |             |             |             |
|  |  |              |              |              |              |                      |                      |                      |                      |                      |                      |                  |                  |                     |                     |                     |                     |                     |                     |                     |                     |                     |                     |             |             |             |             |            |            |            |            |  |  |        |        |        |        |        |        |  |  |             |             |             |             |             |             |
|  |  |              |              |              |              |                      |                      |                      |                      |                      |                      |                  |                  |                     |                     |                     |                     |                     |                     |                     |                     |                     |                     |             |             |             |             |            |            |            |            |  |  |        |        |        |        |        |        |  |  |             |             |             |             |             |             |
|  |  | Секст Помпей | Секст Помпей | Секст Помпей | Секст Помпей | Секст Помпей         | Секст Помпей         |                      |                      | Квинт Помпей (?)     | Квинт Помпей (?)     | Квинт Помпей (?) | Квинт Помпей (?) | Квинт Помпей (?)    | Квинт Помпей (?)    |                     |                     | Гней Помпей Великий | Гней Помпей Великий | Гней Помпей Великий | Гней Помпей Великий | Гней Помпей Великий | Гней Помпей Великий |             |             | Гай Меммий  | Гай Меммий  | Гай Меммий | Гай Меммий | Гай Меммий | Гай Меммий |  |  | Помпея | Помпея | Помпея | Помпея | Помпея | Помпея |  |  | Ватиний (?) | Ватиний (?) | Ватиний (?) | Ватиний (?) | Ватиний (?) | Ватиний (?) |
|  |  | Секст Помпей | Секст Помпей | Секст Помпей | Секст Помпей | Секст Помпей         | Секст Помпей         |                      |                      | Квинт Помпей (?)     | Квинт Помпей (?)     | Квинт Помпей (?) | Квинт Помпей (?) | Квинт Помпей (?)    | Квинт Помпей (?)    |                     |                     | Гней Помпей Великий | Гней Помпей Великий | Гней Помпей Великий | Гней Помпей Великий | Гней Помпей Великий | Гней Помпей Великий |             |             | Гай Меммий  | Гай Меммий  | Гай Меммий | Гай Меммий | Гай Меммий | Гай Меммий |  |  | Помпея | Помпея | Помпея | Помпея | Помпея | Помпея |  |  | Ватиний (?) | Ватиний (?) | Ватиний (?) | Ватиний (?) | Ватиний (?) | Ватиний (?) |

### Детство и молодость
В конце 90-х годов до н. э. Гней получал образование в Риме и, возможно, даже был соседом Марка Туллия Цицерона в столице. В год консулата отца молодой Помпей находился в его лагере в разгар Союзнической войны как контубернал, то есть входил в состав группы молодых знатных римлян, которые обучались военному делу. Достоверно известно о присутствии молодого Гнея на совете у отца при осаде Аускула (современный Асколи-Пичено). Армия Страбона действовала против племён марсов, марруцинов и вестинов в Центральной Италии. Страбон долгое время оставался в стороне от начавшихся в 88 году до н. э. в Риме междоусобиц. В 87 году до н. э. Гай Марий и Луций Корнелий Цинна начали поход на Рим, и Страбон стал одним из организаторов обороны города. Молодой Гней по-прежнему находился в армии своего отца. Сторонники Цинны в армии организовали заговор против обоих Помпеев. Луций Теренций должен был убить молодого Помпея, а его сообщники должны были поджечь палатку Страбона. Гнею стало известно о заговоре, и ему удалось убедить заговорщиков отказаться от своих намерений. Эрнст Бэдиан, однако, полагает, что события заговора были преувеличены античными историками для превознесения Помпея. Вскоре, однако, Страбон внезапно умер (античные авторы утверждают, будто его убила молния, но современные исследователи предполагают гибель из-за какой-то эпидемии). После смерти отца будущий полководец практически лишился шансов войти в политическую жизнь по образцу многих других молодых нобилей — с помощью авторитета своих семейств, родственных и дружеских связей.
Вскоре дом Помпеев в Риме был разграблен из-за непопулярности Страбона, а против молодого Гнея было выдвинуто обвинение в присвоении добычи, захваченной при Аускуле. За него вступились видные люди — цензор Луций Марций Филипп, будущий консул Гней Папирий Карбон и оратор Квинт Гортензий Гортал. Кроме того, председатель этого суда Публий Антистий (претор или эдил) предложил Помпею взять в жёны свою дочь Антистию, и Гней согласился. Вскоре он был оправдан, после чего женился на Антистии. По мнению Артура Кивни, эти события знаменовали примирение Помпея с нобилитетом и Цинной (возможно, инициатива сближения исходила от последнего).
Тем временем в Риме стало известно о мирном договоре, который заключил Луций Корнелий Сулла с Митридатом VI. Ожидалось скорое прибытие войск Суллы в Италию, что предвещало гражданскую войну. Не позже 84 года до н. э. Помпей прибыл в лагерь Цинны. Консул был крайне заинтересован в молодом Помпее: благодаря своим семейным связям в Пицене он был способен набрать войска в этой области. Однако Гней не задержался в лагере из-за опасений за свою жизнь, и вскоре скрылся. Из-за таинственного исчезновения в Риме начали ходить слухи, будто Цинна приказал его убить. По версии Плутарха, эти слухи стали поводом для мятежа солдат, во время которого Цинна был убит. Впрочем, роль Помпея в гибели Цинны не следует переоценивать.
Помпей же скрывался от приверженцев Цинны в родном Пицене, где у Помпеев были крупные поместья, а местные жители симпатизировали его семейству. Там он начал набирать войска, надеясь выступить на стороне Суллы (возможно, первоначально Гней получил приказ набрать войска в Пицене для Цинны). В основном в армию Гнея вступали ветераны легионов Страбона, хотя также туда собирались клиенты и арендаторы семейства Помпеев. В результате, собранная в Пицене армия была полностью предана лично Помпею. Всего он навербовал один легион в Пиценском округе, а также дал указание своим сторонникам собрать ещё два легиона.

### Гражданская война 83—82 годов до н. э. Восхождение при Сулле и первый триумф

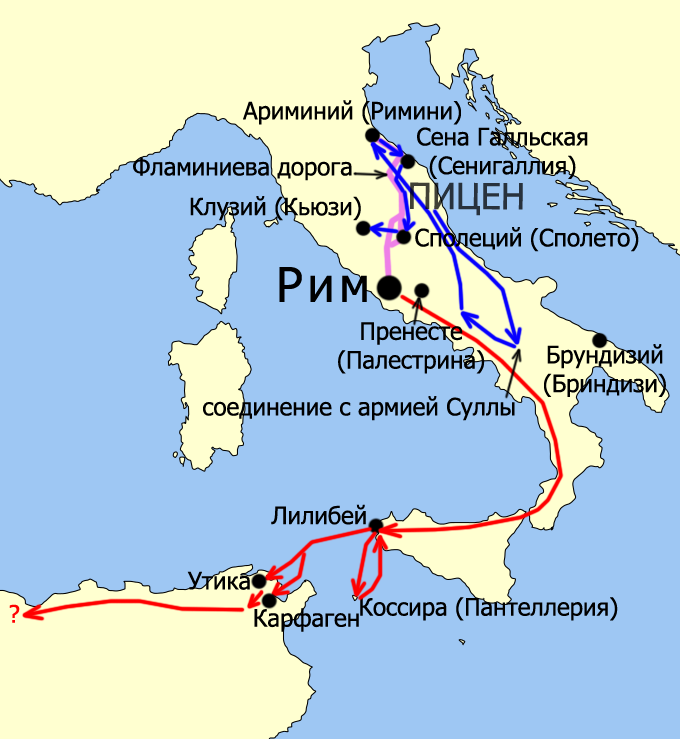
Карта военных походов Помпея в 83-81 годах до н. э.
Путь из Пицена на соединение с наступавшим из Брундизия Суллой, поход на север к Метеллу Пию, блокирование подходов к осаждённому Пренесте с севера
Путь из Рима на Сицилию, захват Папирия Карбона на Коссире, африканская кампания. Точка наибольшего продвижения Помпея на запад неизвестна
Фламиниева дорога

В 83 году до н. э. Сулла высадился в Брундизии (современный Бриндизи), и Помпей поспешил соединиться с ним. Сулла торжественно приветствовал Гнея и наградил его почётным титулом императора. Последнее действие было беспрецедентным: ещё никто не получал подобных почестей в возрасте примерно 22 лет, не имея подтверждённых полномочий командовать войсками (империя) и не одержав ни одной победы. По свидетельству историка Аппиана, Гней был единственным человеком, перед которым Луций вставал, когда он входил в помещение.
Каковы были первые распоряжения полководца относительно Гнея, неизвестно. Возможно, Сулла приказал Помпею закончить набор ещё двух легионов в Пицене. В начале 82 года до н. э. Сулла разделил свои войска на две группы. В то время как сам Луций с основными силами начал наступление на Рим с юго-востока по Латинской дороге, Помпей был направлен через дружественный Пицен в Цизальпийскую Галлию для борьбы с консулом Гнеем Папирием Карбоном. Общее руководство сулланскими войсками осуществлял Квинт Цецилий Метелл Пий, а Гней выполнял вспомогательные функции (вероятно, командовал кавалерией): так, Метелл командовал в битвах против Карбона возле Ариминия и против Гая Марция Цензорина возле Сены Галльской, а Помпей оба раза преследовал отступавшего противника.
Вскоре стало известно, что Сулла осадил консула и одного из лидеров марианцев (условное обозначение всех римлян, поддержавших Цинну и Мария в 87 году до н. э. и противостоявших Сулле) Гая Мария Младшего в Пренесте (современная Палестрина). Узнав об этом, второй консул Карбон поспешил ему на помощь, оставив часть войск под командованием Гая Норбана на севере. Получив известия о перемещениях Карбона, Сулла приказал Помпею двигаться к Риму, а Метеллу — остаться на севере и продолжать борьбу против Норбана. Возле Сполеция Помпей соединился с Марком Лицинием Крассом и разбил Гая Каррину, после чего он бежал в Сполеций. Гней осадил город, но ночью во время дождя Каррина бежал из города. Вскоре Помпей организовал успешную засаду на войска Гая Марция Цензорина, который прорывался к Пренесте. Марций бежал с поля боя, после чего большинство его солдат взбунтовалось и разошлось по домам. После нескольких поражений своих подчинённых консул Карбон бежал из Италии, оставив армию. Под Клузием Гней разбил эти деморализованные и лишённые командования войска; по сообщению Аппиана, марианцы потеряли до 20 тысяч человек убитыми. В решающей битве у Коллинских ворот Помпей участия не принимал.
Тем временем бежавшие из Италии марианцы перекрыли поставки зерна из Сицилии, Сардинии и Африки. В Риме ожидали, что восстанавливать власть Рима в провинциях и поставки продовольствия будет опытный командир, однако выбор Суллы, уже ставшего диктатором, пал на Помпея. Другой неожиданностью стало наделение молодого полководца полномочиями пропретора, хотя Помпей не занимал ещё ни одной магистратуры в Риме (наместниками с полномочиями пропретора обычно становились сенаторы после завершения однолетнего срока претуры, то есть примерно 40-летние люди с большим политическим и военным опытом). Под его командование были переданы крупные силы: 6 легионов, 120 боевых и 800 транспортных кораблей. О военных действиях на Сицилии источники ничего не сообщают; по-видимому, полководец Марк Перперна Вентон оставил остров, когда узнал о размере армии Помпея. Гней обосновался в Лилибее на западе острова, и вскоре его патрули случайно обнаружили на рыбацкой лодке Марка Брута, шпионившего в пользу консула Карбона. Брут покончил жизнь самоубийством, но рыбак, управлявший лодкой, рассказал, что Карбон скрывается на острове Коссира (современная Пантеллерия). Помпей захватил остров, взял Карбона в плен и казнил его. Эта казнь поразила современников: совсем молодой Помпей, ещё не бывший сенатором, самолично казнит трижды консула Республики (поскольку казнь, вероятно, состоялась ещё в 82 году до н. э., в глазах многих людей Карбон был законным действующим консулом — носителем высшей власти в Риме). Политические оппоненты вскоре прозвали Помпея «юноша-палач» (лат. adulescentulus carnifex), а впоследствии часто обращались к этому эпизоду в публичных выступлениях. В то же время, Гней проявлял мягкость в отношении рядовых марианцев на острове, а также щедро раздавал римское гражданство знакомым сицилийцам. Благодаря этим действиям его популярность в провинции выросла, а многие обязанные Помпею люди стали его клиентами.
В декабре Помпей получил распоряжение переправиться в Африку, где марианцы, пользуясь большой популярностью Гая Мария, собрали 27 тысяч солдат и заручились поддержкой нумидийского узурпатора Гиарбы. Помпей оставил в Сицилии Гая Меммия и разделил свои войска на две части, которые высадились в Утике и в окрестностях руин Карфагена. Узнав о быстрой высадке большой армии Помпея, солдаты-марианцы начали дезертировать, и командующий Гней Домиций Агенобарб решил дать сражение, пока они не разбежались окончательно. По свидетельству античных историков, перед началом битвы начался сильный дождь, сопровождавшийся ураганным ветром. Домиций не решался начать битву в неблагоприятных погодных условиях и через несколько часов приказал солдатам возвращаться в лагерь. Увидев, что марианцы отступают, Помпей приказал преследовать их, и его солдаты перебили бо́льшую часть вражеской армии, взяли лагерь противника и убили Домиция. Затем Гней направился в Нумидию, чей узурпатор Гиарба выступил на стороне марианцев. Помпей намеревался восстановить на троне царя Гиемпсала II, рассчитывая на его благодарность в будущем. Зная о преимуществе римского полководца в силе, Гиарба уклонялся от крупных сражений, пока не попал в руки к царю Мавретании Богуду, которого Помпей уговорил принять сторону Суллы. Нумидийского узурпатора передали римлянам и казнили, и Помпей закончил африканскую кампанию всего за сорок дней.

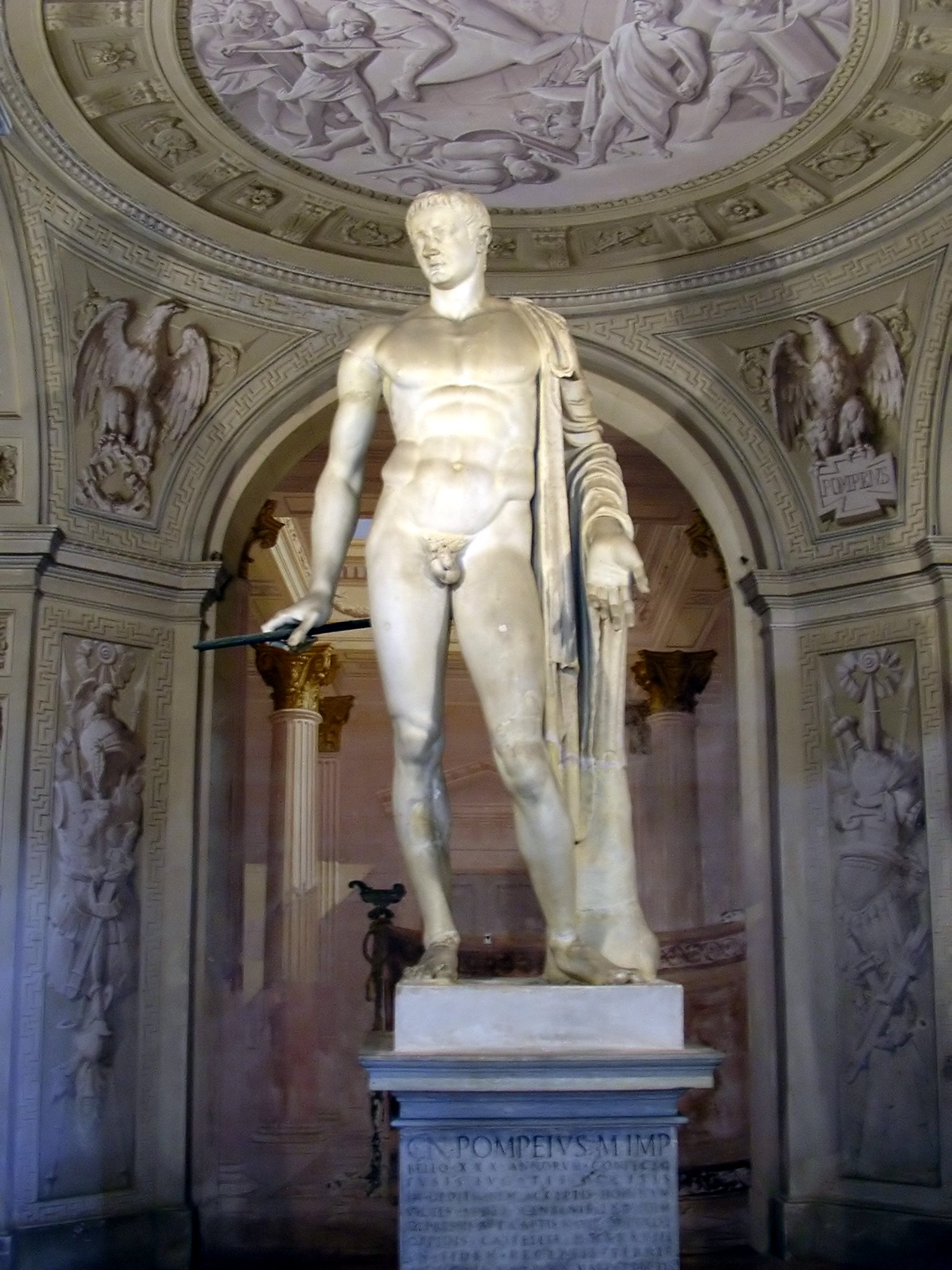
Римская статуя, предположительно изображающая Помпея, на вилле Арконати в Кастеллаццо ди Боллате (Милан, Италия), привезённая из Рима в 1627 году Галеаццо Арконати

Победы Помпея насторожили диктатора, и он приказал Гнею распустить свои войска и вернуться в Рим частным человеком. Однако полководец отказал Сулле, а солдаты его полностью поддержали. Вскоре после возвращения из Африки Гней потребовал право на триумф. Диктатор долго не разрешал его молодому полководцу, ссылаясь на традицию отказывать в триумфе полководцам, не заседавшим в сенате, но в конце концов уступил (возможно, благодаря вмешательству жены Помпея — дочери диктатора). Поскольку победы в гражданской войне в Риме не считались достойными триумфа, официально право на него было предоставлено лишь за победу над нумидийцами. Почти одновременно ещё два триумфа справили Луций Лициний Мурена за победы в Азии и Валерий Флакк — за победы в Испании и Галлии.
Точная дата триумфа Помпея некоторое время была предметом дискуссий. Из сообщения историка II века Грания Лициниана известно, что Помпей отпраздновал свой триумф 12 марта в возрасте 25 лет. Впрочем, другие источники говорят о том, что Помпей справил триумф на 24-м году (Евтропий), в возрасте 24 лет (эпитомы Тита Ливия) и в возрасте 26 лет (анонимное сочинение IV века «О знаменитых людях»). Однако Теодор Моммзен предложил в качестве даты триумфа Помпея 79 год до н. э., а благодаря авторитету немецкого историка в историографии распространилась именно эта точка зрения. Впрочем, нередко встречалась датировка триумфа 81-м или 80-м годом до н. э.. Для обоснования точки зрения Теодора Моммзена предполагалось, что около трёх лет — вплоть до самого триумфа — Помпей находился в Африке как пропретор. В 1955 году историк Эрнст Бэдиан выступил со статьёй «The Date of Pompey’s First Triumph» с аргументами против датировки триумфа 79 годом до н. э., и сегодня обычно принимается точка зрения о раннем триумфе Помпея.
Помимо права на триумф, Сулла начал называть Помпея «Великим» (лат. Magnus) и призвал других последовать его примеру (впрочем, впервые Помпея начали так называть его солдаты во время африканской кампании). По другой версии, прозвище «Великий» стало наследственным когноменом Гнея ещё до африканского похода. В дополнение к беспрецедентным почестям (Помпей стал самым молодым человеком и первым не-сенатором, отпраздновавшим триумф) диктатор нашёл для Гнея новую жену вместо своей умершей при родах дочери. Ей стала Муция, единоутробная сестра двух будущих консулов из влиятельного семейства Метеллов.
В 79 году до н. э. на выборах консулов на следующий год Помпей поддержал Марка Эмилия Лепида. По свидетельству Плутарха, Сулла, который к тому времени уже отказался от власти диктатора, был крайне недоволен поддержкой Лепида. Консулами стали Лепид и активный сторонник Суллы Квинт Лутаций Катул Капитолин. Подробностей о ходе выборов не сохранилось, из-за чего характер поступка Гнея неясен: либо Помпей поддержал Лепида в противовес третьему кандидату (возможно, сулланцу), либо выборы были безальтернативными (два кандидата на два места), и из-за поддержки Помпея Лепид получил больше голосов, чем преданный сулланец Катул. При этом поддержка Помпеем другого кандидата могла быть следствием давнего знакомства: Лепид мог служить в армии Страбона, отца Помпея. Кроме того, поддержка Лепида могла быть вызвана политическим расчётом Гнея, но едва ли — поддержкой его радикальных требований.
В 78 году до н. э. отошедший от власти Сулла умер. Лепид пытался не допустить похорон бывшего диктатора с государственными почестями, но Катул и Помпей сумели провести пышную церемонию. При этом Гней, по словам Плутарха, ничего не получил по завещанию Суллы.
Вскоре Лепида направили на подавление восстания в Этрурии — в гражданской войне местные жители поддерживали марианцев и за это подверглись репрессиям и конфискациям земли и имущества (возможно, второй консул Катул также был направлен для подавления восстания). Однако Лепид неожиданно поддержал восставших и даже возглавил их. Командование войсками для подавления мятежа Лепида передали Помпею, которого наделили полномочиями пропретора. Тем временем Лепид связался с беглыми марианцами в Трансальпийской Галлии и с Серторием в Испании, и они пообещали прислать подкрепления. Узнав об этом, Помпей принял решение изолировать очаг восстания в Этрурии от подкреплений. Гней обошёл Этрурию и осадил Мутину (современная Модена), где закрепился Марк Юний Брут Старший (по другой версии, боевые действия против Брута велись значительно позднее, после бегства Лепида из Италии). Вскоре Брут сдался превосходящим силам Помпея, но когда Гней пощадил его, бежал и возобновил борьбу против Помпея. Через некоторое время Гней настиг Брута и казнил его. Впрочем, Плутарх сообщает, что Помпей убил Брута на следующий день после сдачи в плен, а в двух своих письмах в сенат он излагал разные версии событий. В те же самые дни, когда Помпей находился севернее Лепида, сам консул двинулся на юг, к Риму. Подойдя к стенам города, он потребовал второго консульства. Под его давлением консулами были избраны Мамерк Эмилий Лепид Ливиан и Децим Юний Брут — возможно, родственники мятежников Лепида и Брута. Тем временем в сенат пришло письмо от Помпея с вестями о сдаче Брута, и второй консул Катул немедленно дал бой Лепиду у стен Рима. Защитники города одержали победу, и Лепид был вынужден отступать на север, откуда приближалась армия Помпея. В Этрурии Гней оттеснил солдат мятежного консула к морю и вынудил их плыть на Сардинию, где Лепид вскоре умер. Часть войск его легат Марк Перперна переправил из Сицилии в Лигурию, а оттуда привёл в Испанию к Серторию.

### Война с Серторием

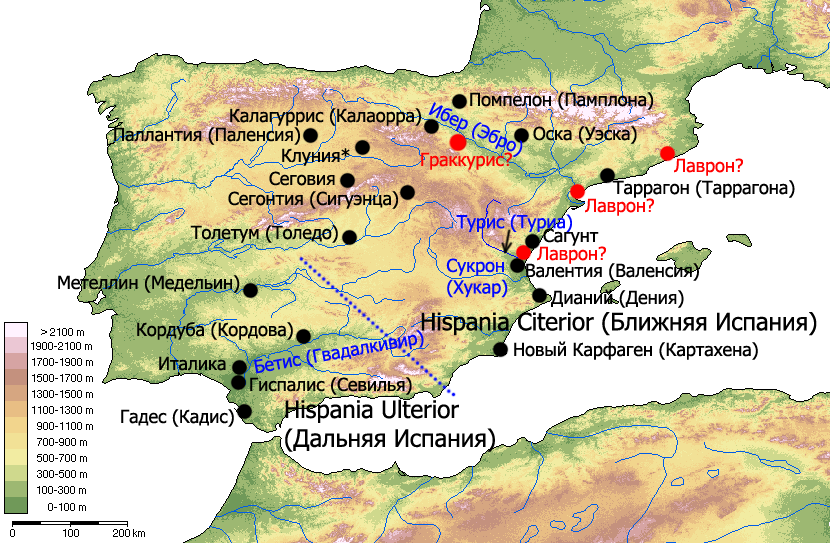
Римская Испания во времена Серторианской войны. Подписаны важнейшие города и реки, где разворачивались события войны. Синей пунктирной линией обозначена примерная граница между Ближней и Дальней Испанией. Локализация городов, обозначенных и подписанных красным цветом, достоверно не установлена

После поражения Лепида Катул приказал Помпею распустить армию, но молодой полководец отказался подчиниться консулу. Тысячи солдат под командованием строптивого командира под стенами Рима напомнили горожанам о событиях последнего десятилетия, когда город дважды захватывали солдаты Суллы и один раз — войска Мария и Цинны. Впрочем, Гней имел другие планы: он знал о бегстве Перперны с большими силами в Испанию и надеялся получить командование в войне с Серторием. В это же время в Риме распространялись слухи, будто Серторий вместе с подкреплениями от Перперны скоро вторгнется в Италию, что подтолкнуло сенат к решительным действиям. Однако Помпей по-прежнему не был сенатором, в то время как его амбиции были очевидны, и потому его кандидатура встречала противодействие. Покровители Помпея активно отстаивали интересы молодого полководца и, наконец, победили. Когда возглавить армию отказались оба действующих консула (Лепид Ливиан и Брут), известный политик и наставник Помпея Луций Марций Филипп внёс предложение, которое разрешало все формальные причины для отказа Помпею. Сенат поддержал предложение Филиппа, и Гнею было передано командование армией для борьбы против Сертория, а также пост наместника Ближней Испании в должности проконсула вместо убитого Марка Домиция Кальвина (впрочем, существует предположение, что senatus consultum ultimum был издан ещё до подавления мятежа Лепида.). В Дальней Испании ещё раньше закрепился сулланец и сторонник сената проконсул Квинт Цецилий Метелл Пий, но его сил было недостаточно для победы. Существует предположение, что назначению Помпея содействовало желание сената ослабить политическое влияние Метелла Пия.
Под командование Помпея было передано 30 тысяч пехотинцев и тысяча всадников. Он рассматривал возможность переправиться в Испанию по морю, однако принял решение идти на Иберийский полуостров через Нарбонскую Галлию, в которой также были сильны позиции сторонников Сертория. Летом 77 года до н. э. Помпей, усмирив ряд галльских племён, начал строительство дороги через Альпы. События конца года неясны: по одной версии, Помпей уже осенью перебрался в Испанию; по другой версии, армия Помпея зазимовала в Нарбо-Марции (современная Нарбонна) и вошла на полуостров только в 76 году до н. э. В целом, хронология событий Серторианской войны считается очень ненадёжной из-за фрагментарности источников, и в историографии ведётся дискуссия о её уточнении.

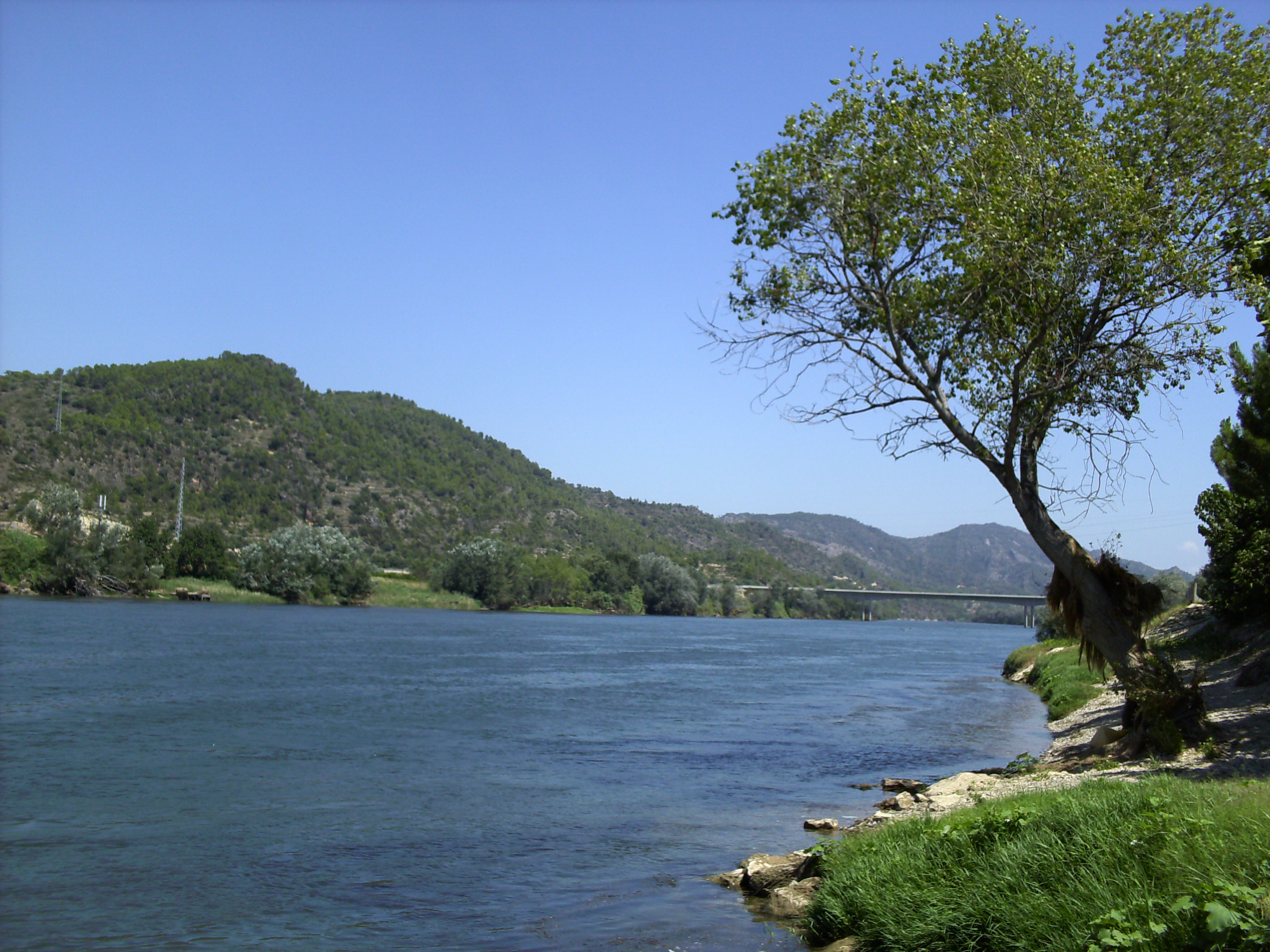
Река Эбро в нижнем течении

Важнейшими событиями начального этапа войны стала переправа Помпея через Эбро вопреки сопротивлению Перперны и осада Лаврона; из-за неясности хронологии и нескольких вариантов локализации Лаврона последовательность этих событий варьируется разными исследователями. Как бы то ни было, Помпей попытался снять осаду с Лаврона, но его фуражиры и один легион солдат попали в засаду Сертория и были разгромлены. Во время битвы основные силы повстанцев окружили лагерь Помпея, не позволяя ему прийти на помощь. По итогам сражения римляне потеряли до 10 тысяч солдат и весь обоз. Вскоре Серторий взял и сам Лаврон; по словам Плутарха, Помпей «вынужден был наблюдать, как враги в его присутствии сожгли город дотла».
В 75 году до н. э. Помпей, форсировав Эбро, разбил войска Гая Геренния и Марка Перперны на реке Туриа близ Валентии (современная Валенсия). Серторианцы потеряли около 10 тысяч солдат убитыми; кроме того, они лишились Валенсии — важного опорного пункта. Серторий, находившийся тогда в центре полуострова, поспешил к побережью и встретился с Помпеем на реке Сукрон (современный Хукар). Чуть раньше Метелл разбил армию Гиртулея в Дальней Испании и двигался к восточному побережью полуострова, и потому Серторий спешил сразиться с Помпеем до прихода другой армии римлян. Плутарх сообщает, что и Помпей не желал дожидаться Метелла, надеясь справиться с противником в одиночку и прославить только себя и свою армию. Гней потерпел поражение и был вынужден спасаться бегством, самостоятельно отбиваясь от врагов. По сообщению Плутарха, он сумел спастись, только когда бросил своего коня, украшенного сбруей из золота с драгоценностями: вражеские солдаты начали делить добычу и упустили полководца. Источники также сообщают о двух ранениях полководца — копьём в бедро и мечом в руку. Впрочем, на следующий день к Сукрону подошёл Метелл, что помешало Серторию развить успех. Войска повстанцев отступили к Сегонтии (современная Сигуэнса) и заманили туда обе римских армии. Серторий надеялся продолжить отступление и ослабить противника голодом, но вскоре дал бой римлянам. Крыло, возглавляемое Серторием, выступило против войск Помпея, крыло Перперны — против Метелла. Сражение завершилось безрезультатно: на фланге Помпея римляне потерпели поражение от Сертория и потеряли около 6 тысяч солдат, а на другом фланге, по-видимому, победил Метелл. На следующий день предводитель повстанцев попытался напасть на лагерь Метелла, располагавшийся отдельно от лагеря Помпея, но Гней подоспел на помощь и оттеснил серторианцев. Затем войска повстанцев отошли в крепость Клуния (её развалины находятся в районе Рибера-дель-Дуэро в провинции Бургос), которую римлянам не удалось взять. С началом зимы Метелл и Помпей отступили; до конца года Гней, возможно, предпринял ещё и наступление против племени васконов, но фрагментарная сохранность «Истории» Гая Саллюстия Криспа не позволяет выяснить детали.

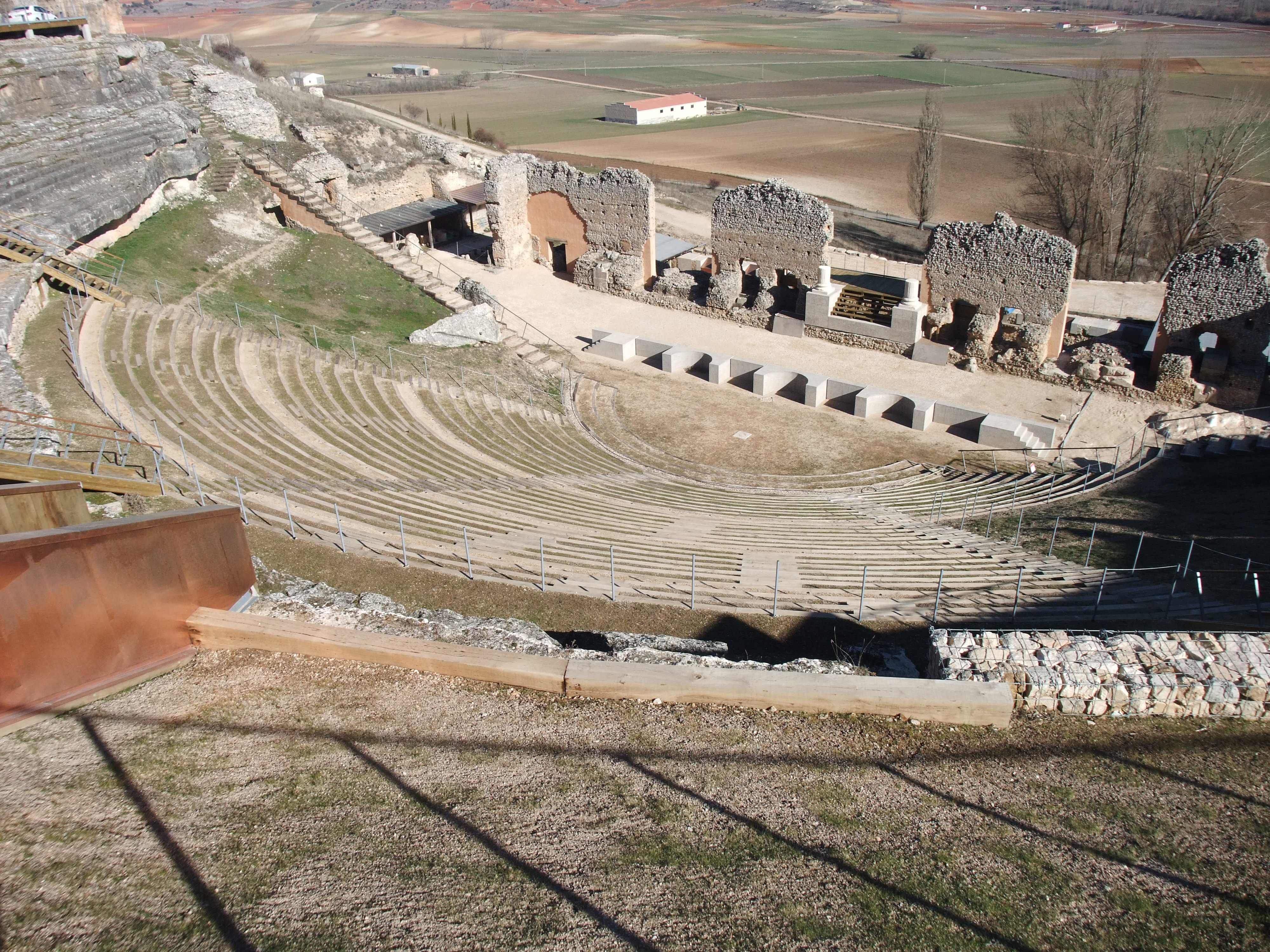
Развалины римского театра Клунии I века н. э.

К этому времени обе стороны испытывали серьёзные трудности с выплатой жалованья солдатам и со снабжением. Ближняя Испания была полностью разорена, снабжение обеих римских армий было нерегулярным, а в ближайшей лояльной римской провинции Нарбонская Галлия случился неурожай. В Риме ходили слухи, что Помпей хочет отказаться от продолжения войны в Испании и получить назначение в более перспективное место. Были недовольны и солдаты Гнея: жалованье выплачивалось нерегулярно, а разграбленность провинции не позволяла надеяться на богатую добычу. В конце 75 года до н. э. Помпей направил в сенат письмо (сохранился его пересказ, записанный Саллюстием), в котором упрашивал сенат обеспечить снабжение армии и выплату жалованья, указывая на возможные последствия (бунт армии и поход восставших легионов в Италию):
«…если вы не придёте мне на помощь, то наперекор мне — предсказываю — войско и с ним вся испанская война перейдут в Италию».
Вскоре сенат выслал Помпею деньги и два легиона подкреплений. Существует предположение, что отправка подкреплений и денег была вызвана боязнью сената вести войну на два фронта (в это же время стало известно о выступлении Митридата на востоке) и желанием поскорее завершить кампанию в Испании.
В начале 74 года до н. э. Помпей изменил свою стратегию: вместо попыток навязать противнику решающее сражение он начал уничтожать опорные пункты и города повстанцев совместно с Метеллом. В этом году Помпей вёл осаду Палланции (современная Паленсия), но Серторию удалось отстоять город. Под Калагуррисом (современная Калаорра) Серторий разбил отряды Помпея и Метелла, после чего оба полководца с основными армиями удалились на зимовку. Весной 73 года до н. э. Помпей и Метелл продолжили осаждать города, которые оставались верны Серторию, однако крупнейшие населённые пункты так и не были взяты. Впрочем, число поддерживавших Сертория городов в стратегически важной долине Эбро заметно сократилось.
В 73 году до н. э. заговорщики из окружения Сертория убили своего полководца. Узнав об этом, Метелл со своими войсками отправился в Дальнюю Испанию, и Помпей остался наедине с армией повстанцев, которую возглавил один из лидеров заговора Марк Перперна. Воспользовавшись его нерешительностью, Гней разбил армию повстанцев. Перперна упрашивал Помпея о пощаде, предлагая в обмен на помилование всю переписку Сертория, которая могла серьёзно компрометировать многих известных римлян. Однако Гней не стал знакомиться с содержанием писем и сжёг их, а Перперну казнил. Часть повстанцев после этого начала расходиться по домам, но другие продолжали сражаться. Последние в основном были сконцентрированы в землях кельтиберов, и Помпей приступил к их покорению. Повстанцы порой оказывали отчаянное сопротивление: известно, например, что в осаждённом Калагуррисе дошло до каннибализма. Зимой 72/71 годов до н. э. сенат вызвал Помпея в Италию на помощь Крассу, который подавлял восстание Спартака. До конца 70 года до н. э. в Испании оставался Луций Афраний, легат Гнея, который завершал начатые полководцем операции.
Победа над серторианцами позволила Помпею укрепить своё политическое влияние, несмотря на ряд поражений от Сертория. Активная раздача римского гражданства испанцам, которые отличились в борьбе с Серторием, значительно упрочила авторитет Помпея в Испании, на что обращал внимание Гай Юлий Цезарь четверть века спустя.
В военных целях Помпей основал город в Пиренеях и назвал его в свою честь Помпелон (лат. Pompaelo; современная Памплона). В основании города и именовании его в свою честь порой видят сознательное подражание Александру Македонскому, однако Метелл Пий тоже заложил в Испании город и назвал его на основе своего родового имени — Метеллин (лат. Metellinum; современный Медельин). Часть сдавшихся повстанцев Помпей переселил в заложенный им город Лугдунум Конвенарум (лат. Lugdunum Convenarum; современный Сен-Бертран-де-Комменж), хотя сдавшиеся повстанцы ожидали, что их казнят.

### Восстание Спартака. Второй триумф, первое консульство и отмена законов Суллы
Помпей прибыл в Италию в начале 71 года до н. э., когда Лициний Красс завершал подавление восстания. Он был против прибытия полководца из Испании, поскольку надеялся закончить подавление восстания самостоятельно, но сенат всё же вызвал Помпея из Испании и Лукулла из Македонии. Несмотря на решающую роль Красса в подавлении восстания, Помпей перехватил и разбил последний крупный отряд рабов и в дальнейшем утверждал, что именно он поставил точку в подавлении восстания.
После завершения восстания Гней стал добиваться для себя триумфа за испанскую кампанию, а также консульства. Право на триумф было предоставлено без проволочек, в то время как Красс получил право лишь на овацию и, как следствие, завидовал большим почестям, которые достались Помпею. Впрочем, за победы над рабами ни один полководец не мог рассчитывать на триумф.
Что касается консульства, то lex annalis Суллы, или закон о последовательности прохождения магистратур, требовал соблюдения строгой последовательности прохождения магистратур — cursus honorum — и интервалов между ними. Помпей же не прошёл ни единой магистратуры из cursus honorum; более того, он всё ещё не был сенатором. Если бы Гней следовал cursus honorum и получал все магистратуры suo anno, то есть в установленном законом возрасте, он должен был стать консулом лишь в 63 году до н. э., причём его конкурентом на выборах был бы его ровесник Марк Туллий Цицерон. Сенат, однако, сделал исключение для Помпея и позволил ему выставить свою кандидатуру на выборах. Вероятно, беспрецедентные уступки ему означали, что сенат рассматривал разрешение на консульство для Помпея в нарушение всех законов как награду за его заслуги. Кроме того, сенат считался с популярностью полководца в народе. Наконец, сенаторам представлялось маловероятным, что Гней согласился бы на прохождение cursus honorum в обычном порядке. В частности, по возрастным критериям он должен был вскоре пройти претуру и обязательное наместничество с небольшой армией, хотя ранее он уже управлял крупной провинцией и армиями такого размера, которые обычно доверяли только проконсулам.
Сенат также позволил Гнею выставлять свою кандидатуру в консулы, отсутствуя в Риме. Вызов в Италию позволил Помпею не распускать армию, а до момента вступления в Рим он сохранял полномочия командующего войсками. Из-за этого враги Помпея распространяли слухи, будто Гней намеревается пойти по пути Суллы и захватить власть силой. Однако современные исследователи отмечают надуманность обвинений в применении насилия или в угрозе его применения. Вторым консулом был избран Красс, причём Плутарх сообщает, что он консультировался с Помпеем относительно намерения выставить свою кандидатуру.
Свой триумф Помпей всячески задерживал и отпраздновал его в один из последних дней 71 года до н. э., то есть непосредственно перед вступлением в должность консула.
Важнейшим событием консульства Помпея стало восстановление полномочий народных трибунов в объёме до реформ Суллы. Гней обещал провести подобный закон ещё до вступления в должность, и в начале консульства его инициативу поддержал Красс. Несмотря на многочисленность сулланцев в сенате, они не возражали против отмены этого установления диктатора. Вскоре, по свидетельству Плутарха, отношения между Помпеем и Крассом вновь ухудшились. Впрочем, Фрэнк Эдкок считает указания античных авторов о вражде и соперничестве между двумя политиками недостоверными из-за влияния на римскую историческую традицию политической пропаганды того времени.
Рассмотрение другого важного вопроса — о реформе специализированных судов (quaestiones perpetuae) — было поднято лишь осенью: вероятно, Помпей не был сильно заинтересован в разрешении этой темы. На этот раз предложение внёс Луций Аврелий Котта, претор и брат консулов 74 и 75 годов до н. э. Впрочем, не исключено, что до предложения Котты рассматривался другой, более радикальный, проект реформы. Хотя схема комплектования судебных коллегий Суллы была отменена, простого возврата к системе Гракхов не произошло. Новый порядок основывался на заполнении одной трети мест среди судей сенаторами, ещё одной трети — всадниками, а последней трети — эрарными трибунами, что характеризуется как компромиссное решение либо как популистская уступка. Тем не менее, реформа надолго разрешила вопрос о судебной системе, который ранее был источником разногласий в обществе.
Наконец, была восстановлена должность цензоров. В том же году цензорами стали Гней Корнелий Лентул Клодиан и Луций Геллий Публикола. По мнению Теодора Моммзена, избрание именно их было антисенатской акцией (ранее сенат отстранил их от командования армией, направленной против Спартака), а действовали они в интересах Помпея и Красса. Лентул и Публикола устроили беспрецедентную чистку сената, исключив 64 человека, или примерно одну восьмую часть от общего числа сенаторов.
Помпей отказался от обычного проконсульства в виде наместничества в провинции, и 1 января 69 года до н. э. вновь стал частным лицом. При этом он удалился от войн и политики впервые за восемь лет.

### Закон Габиния и война с пиратами
В июле 68 года до н. э. близкий сторонник Помпея Авл Габиний был избран в народные трибуны на следующий год. К этому времени в Средиземном море не первый год действовали киликийские пираты, из-за которых Рим периодически испытывал нехватку продовольствия. В начале 67 года до н. э. цены на хлеб в городе чрезвычайно выросли из-за перебоев в поставках зерна. Тогда Габиний предложил законопроект о чрезвычайных мерах по борьбе с пиратством, в основе которого лежал план, подготовленный в сенате ещё семь лет назад, но так и не реализованный. В соответствии с законопроектом, создавалась чрезвычайная должность с широкими полномочиями, близкими к проконсульским. Полководец, получивший эти права, мог распоряжаться всем Средиземным морем и землями на 50 римских миль (почти 80 километров) вглубь. Полномочия предоставлялись на три года; командующий получал в помощь 24 полководцев-легатов с полномочиями преторов, двух полководцев с полномочиями квесторов, огромную сумму в 144 миллиона сестерциев (несмотря на тяжёлое состояние казны) и право набрать 120 тысяч солдат и 500 боевых кораблей. Выбор человека, которому вверялись беспрецедентные для Рима полномочия и войска (за исключением Суллы), был оставлен сенату. Борьба с пиратством также была актуальной, поскольку они обычно выступали союзниками понтийского царя Митридата, с которым Рим вёл войну.
Сенаторы выступали против предложения Габиния (единственным или одним из немногих, кто поддерживал его, был Цезарь), однако внесённый народным трибуном законопроект был рогацией. Рогация обсуждалась в сенате, но отклонить её сенаторы не могли. Они могли лишь выступить перед народом и призвать его проголосовать за или против на предстоящем голосовании. Если же в народном собрании (комициях) рогация принималась всеобщим голосованием, она получала статус закона. Сенаторы активно выступали на Форуме против законопроекта Габиния (особенно резко выступал один из неформальных лидеров сената Квинт Лутаций Катул), и присутствие там людей разных взглядов привело к столкновениям. Помпей же не в первый и не в последний раз делал вид, что не заинтересован в принятии этого закона.
Габиний подавил сопротивление трибунов, которые могли наложить вето на своё предложение, и чрезвычайный закон был принят, а сенат выбрал командующим Помпея. Возможно, был проведён и третий закон, увеличивавший численность вверенной ему армии. В Риме верили в победу Помпея, и цены на хлеб стали падать сразу же после избрания Гнея командующим.

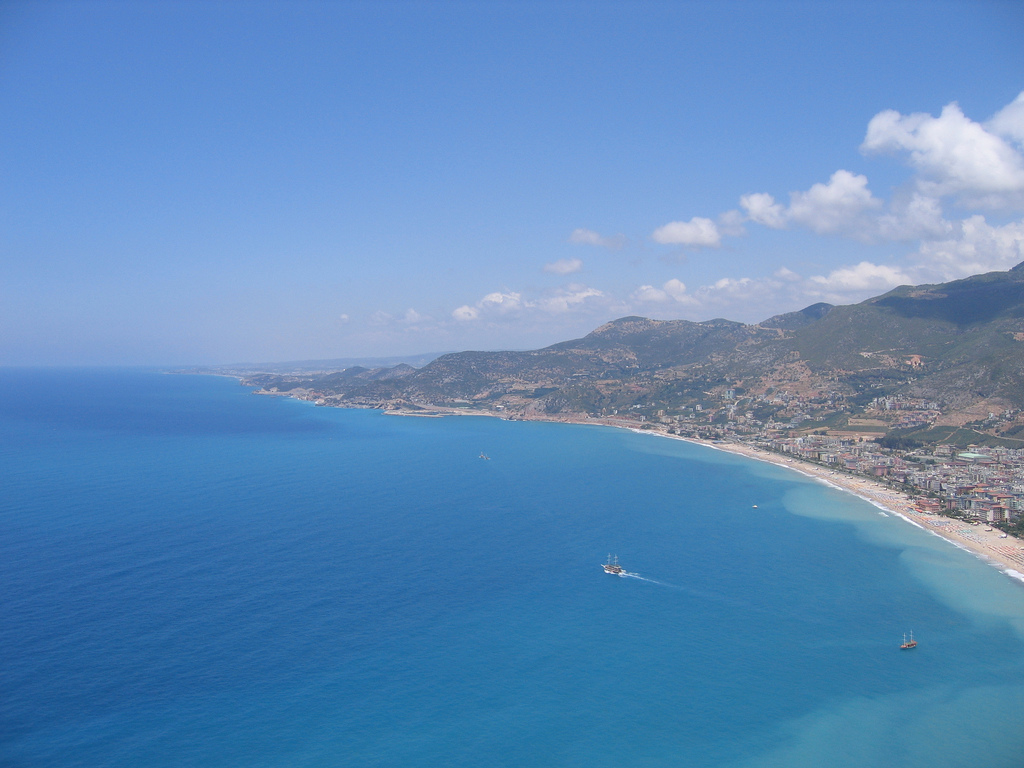
Гавань Аланьи (Коракесии). Современный вид

В распоряжении Помпея оказалось около 500 кораблей различных классов. Во время прежних попыток сломить пиратов все силы римлян концентрировались в одном регионе, но каждый раз пиратам удавалось ускользнуть. Поэтому Гней разделил Средиземное и Чёрное моря на 13 зон ответственности, в каждой из которых действовал один из подчинённых ему командиров. Сам он первое время эскортировал суда с зерном, следовавшие в Италию, сконцентрировавшись на очистке стратегически важных торговых путей между Италией, Сицилией, Сардинией и Африкой, а после ликвидации нехватки зерна в Риме начал помогать другим командирам. Его сыновья Секст и Гней также участвовали в операции, но они находились в относительно спокойном Адриатическом море. За шесть недель от пиратов было полностью зачищено Западное Средиземноморье; в Восточном Средиземноморье была изолирована Киликия, где находились основные базы пиратов.
Вскоре состоялась решающая морская битва флота Помпея с пиратами у Коракесия (иногда Корацезий, лат. Coracesium; современная Аланья), и основные силы пиратов были разбиты. Вся кампания заняла примерно три месяца и завершилась к концу лета 67 года до н. э. Взятых в плен и сдавшихся без боя пиратов расселяли вдали от моря в Азии и в Ахайе. Помпей освободил множество пленников, захватил строящиеся корабли и материалы для их строительства. Единственным крупным неприятным инцидентом стал конфликт на Крите: наместник провинции, проконсул Квинт Цецилий Метелл, отказался подчиняться легату Помпея с преторскими полномочиями.
Когда Помпей наращивал свой флот на Родосе, как сообщает Страбон, «ему довелось побывать на беседе Посидония» (видного философа того времени), уходя с которой он спросил у него напутствие, на что тот ответил:
Тщиться других превзойти, непрестанно пылать отличиться (Илиада VI 208пер. Н. Гнедича).

### Закон Манилия и Третья Митридатова война
В это время в Малой Азии с переменным успехом для Рима шла Третья Митридатова война, где римскими войсками командовал Луций Лициний Лукулл. Несмотря на победы полководца, ему не удалось завершить разгром Митридата и его союзника, царя Великой Армении, Тиграна из-за бунта своих солдат. Помпей же не возвращался в Рим — полномочия, полученные им по закону Габиния, заканчивались лишь в 64 году до н. э. В начале 66 года до н. э. трибун Гай Манилий внёс законопроект о передаче Помпею командования римской армией на востоке. При этом закон Манилия дополнял Габиниев закон прошлого года, и Помпей не лишался прежних чрезвычайных полномочий. Более того, Манилий предложил доверить Помпею особое право объявлять войну и заключать мир без санкций из Рима, что шло вразрез с традицией. Впрочем, современные исследователи полагают, что это было не столько чрезвычайное доверие, сколько практическая необходимость: из-за большого расстояния между восточными армиями и Римом у сената не было возможности для оперативного реагирования на изменение ситуации. Помпей также должен был получить проконсульские полномочия в двух провинциях — в Киликии, а также в Вифинии и Понте.
Предложение Манилия было с недовольством воспринято рядом сенаторов. Однако Плутарх сообщает, что несмотря на недовольство очередной уступкой Помпею, большинство сенаторов уклонилось от открытого противодействия закону, и лишь Квинт Лутаций Катул Капитолин активно убеждал народ голосовать против предложенной рогации:
«…знатным римлянам была тягостна власть Помпея. Считая её настоящей тираннией, они втайне побуждали и ободряли друг друга противодействовать закону, чтобы не потерять свободы, но когда наступило время, из страха перед народом все уклонились от обсуждения и молчали. Только Катул выступил со множеством доводов против закона и с обвинениями против Манилия; но так как в Народном собрании ему не удалось никого убедить, то он обратился к сенату и много раз кричал с ораторского возвышения, что по примеру предков сенат должен искать гору или скалу, удалившись на которую он спасёт свободу».
Впрочем, немало сенаторов поддержали законопроект: например, Марк Туллий Цицерон, Гай Юлий Цезарь, Публий Сервилий Ватия Исаврик, Гай Скрибоний Курион, Гай Кассий Лонгин, Гней Корнелий Лентул Клодиан. Некоторые из них раньше не были замечены в поддержке Помпея и, возможно, признавали, что столь важное командование следует поручать опытному полководцу; впрочем, в Риме понимали, что принятие закона будет несправедливо по отношению к Лукуллу. При этом ранее на замену Лукуллу уже был назначен Маний Ацилий Глабрион, а в Киликии находился Квинт Марций Рекс с армией; впрочем, оба проконсула не были опытными полководцами. В конце концов, законопроект был поддержан народным собранием. Вести о принятии закона дошли до Помпея, когда он был в Киликии. По сообщению Плутарха, полководец делал вид, будто он вынужден принять новое поручение против своей воли, однако никто из его окружения в это не поверил.

#### Подготовка к наступлению
Общее число солдат Помпея в Азии достигало 40-50 тысяч. В их число входило до 15 тысяч солдат Марция Рекса, солдаты армии Лукулла под командованием Ацилия Глабриона, собственные войска Помпея, полученные по закону Габиния; кроме того, лояльные Риму правители Азии прислали Гнею подкрепления. Армия Митридата же насчитывала около 30 тысяч пехотинцев, среди которых были римские дезертиры и войска союзных ему правителей, но наиболее боеспособной частью армии понтийского правителя были 2-3 тысячи опытных всадников.
Готовясь к наступлению, Помпей начал переговоры с парфянским царём Фраатом III. В обмен на признание Римом власти Парфии в Месопотамии Фраат обязался выступить против Армении — союзника Митридата. Летом 66 года до н. э. парфяне напали на Армению, чем обезопасили фланг Помпея. Дион Кассий сообщает также о переговорах Митридата с Помпеем в начале его похода, но современные исследователи порой отвергают это свидетельство. Кроме того, используя полученный по закону Габиния флот, Помпей установил морскую блокаду всей Малой Азии от Финикии до Босфора.
В лагере римского полководца собралось немало учёных, которые следовали за Гнеем, изучая минералы, растительный и животный мир, а также описывая географию этих земель. В результате, в «Естественной истории» Плиния Старшего содержится немало отсылок к материалам, собранным во время восточных походов Помпея.

#### Кампания в Понте и Армении

Армения при Тигране II Великом, до похода Помпея

Вскоре Помпей выступил против основной армии понтийского правителя, но события этой кампании противоречиво описаны в источниках (Плутарх, Дион Кассий, Страбон, Аппиан). В кратком виде античные историки так описывают кампанию: Митридат не решался начать сражение с римлянами и отступал, но вскоре Помпей осадил его лагерь и вынудил сражаться. Понтийская армия была полностью разгромлена. Место финальной битвы локализуется по основанному впоследствии на её месте городу Никополь (в переводе с греческого — город победы (Ники); современный Коюльхисар в иле Сивас). Митридат бежал в Армению, однако Тигран разорвал союз с разбитым понтийским правителем и даже объявил награду за его голову. Не имея возможности продолжать борьбу в Малой Азии, Митридат бежал в Колхиду.
Не развивая погоню за Митридатом, Помпей обратился к решению статуса Тиграна. Сын армянского царя Тигран Младший, претендовавший на трон и восставший против отца, присоединился к римлянам с отрядом верных ему войск. Объединённые войска продвигались к Арташату, но царь Тигран прибыл в лагерь Помпея и снял перед римским полководцем тиару. Гней сразу же объявил условия мира: царь сохранял трон в собственно Армении (в своих наследственных владениях), но лишался всех приобретений за её границами (Сирии, Софены, частично Киликии и Каппадокии); он выплачивал крупную контрибуцию и позже стал именоваться «другом и союзником римского народа». Тигран Младший получил Софену: Помпей шёл на демонстративный союз с ним для оказания давления на Тиграна Старшего и на Парфию. Показательно, что Помпей, пользуясь своим правом самостоятельно проводить внешнюю политику Рима, в переговорах с Тиграном Старшим прибег к приёмам эллинистической дипломатии и отказался от типично римского требования безоговорочной капитуляции (лат. deditio). Получив лишь Софену, Тигран Младший вскоре попытался восстать против Помпея и своего отца. Римляне сместили его и взяли в плен, чтобы впоследствии провести в триумфальной процессии полководца.

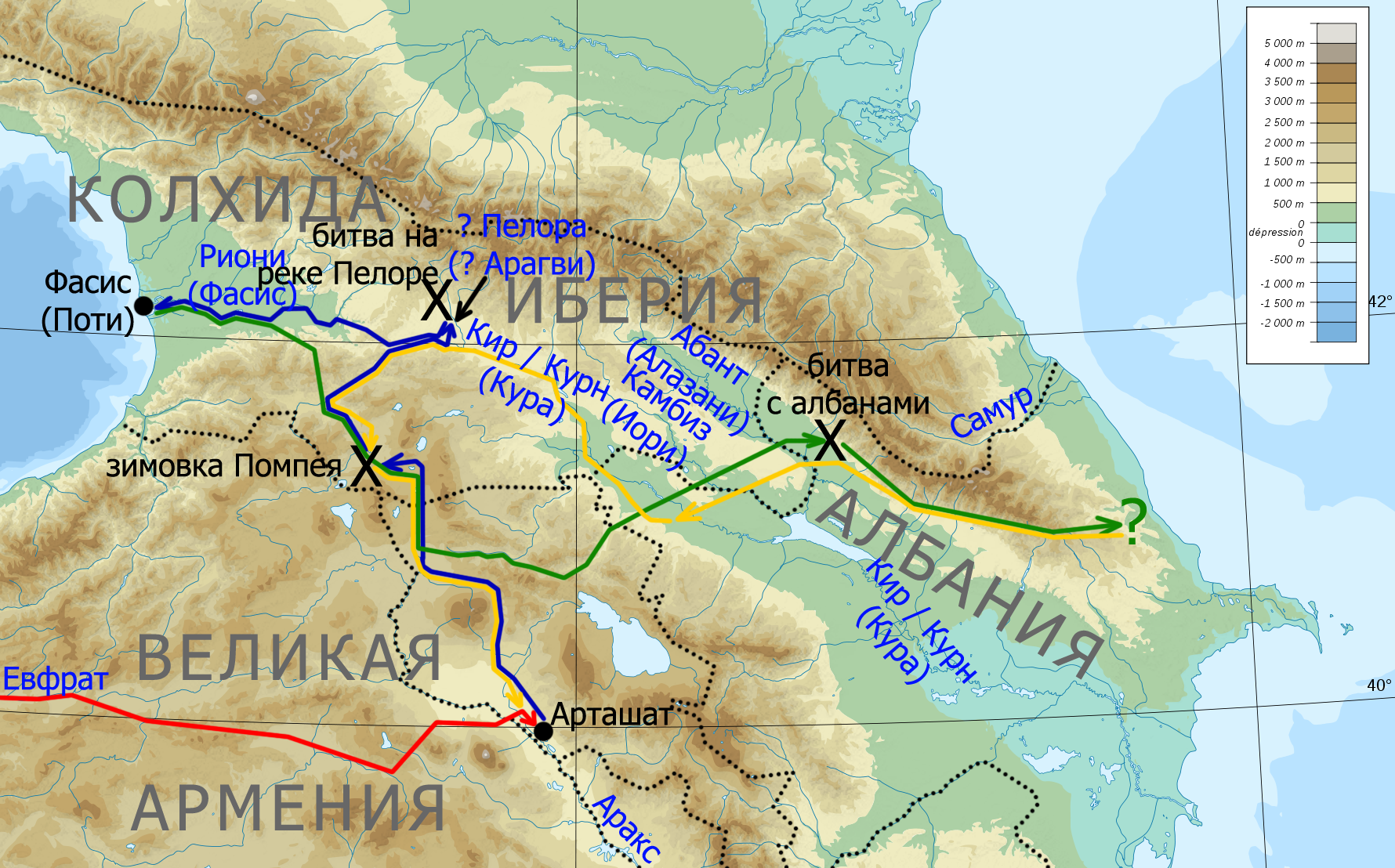
Примерный путь Помпея во время похода на Кавказ (66—64 годы до н. э.).
Путь из Никополя в Арташат
Путь из Арташата на зимовку, оттуда — в Иберию, а затем — в Фасис
Окружной путь из Фасиса в Кавказскую Албанию, а оттуда — к Каспию
Возвращение из Албании в Арташат
Чёрным пунктиром обозначены границы современных государств; серыми буквами подписаны древние государства; синими буквами подписаны реки — древнее название (современное название); знаком X отмечены битвы; чёрным цветом подписаны города, через которые пролегал путь Помпея, и крупнейшие битвы

#### Кавказский поход
Из Арташата Помпей направился на север, надеясь застать Митридата в Фасисе. Впрочем, встречается и иное объяснение целей его кавказского похода: полководец мог воспользоваться своим правом на самостоятельную внешнюю политику, чтобы добиться славы покорителя Кавказа (до него ни один римский магистрат не заходил с армией так далеко). Продолжение войны с Митридатом многими в Риме воспринималось лишь как завершение начатого Лукуллом, и Помпей надеялся провести кампанию, победа в которой будет бесспорно его заслугой.
В конце 66 года до н. э. армия Помпея расположилась на зимовку в окрестностях современного города Ахалкалаки, но в период праздника Сатурналий (17-23 декабря) на римский лагерь напали. Источники приписывают нападение либо одним лишь албанам (Плутарх), либо объединённым войскам албанов и иберийцев (Аппиан). Победив нападавших, римские войска выступили вниз по течению Куры в Иберию и дошли до местности между крепостями Гармозика (совр. Армазцихе) и Севсамора (совр. Цицамури) недалеко от Мцхеты, где их поджидал иберийский правитель Арток. Царь сжёг мост через Куру и отступил к реке Пелора (вероятно, современная Арагви). Помпей сумел переправиться на левый берег Куры без моста, и вскоре римляне настигли Артока на Пелоре, где иберийская армия была полностью разбита (по сообщению Плутарха, иберы потеряли 9 тысяч человек убитыми и 10 тысяч — пленными). Царь запросил мира, условием для заключения которого была выдача наследников римлянам в заложники. Из Иберии Помпей направился в Колхиду вдоль Куры, через Сурамский перевал и вдоль реки Фасис (Риони), прибыв, наконец, в греческую колонию Фасис в окрестностях современного Поти на берегу Чёрного моря.
Прибыв в Фасис, Помпей узнал о бегстве Митридата в Боспорское царство, но не решился преследовать его ни сухопутным путём, ни морским. Вместо этого римский полководец установил блокаду Боспора, а сам направился в Кавказскую Албанию (либо чтобы отомстить Орозу за недавнее нападение на свой лагерь, либо из-за выступления албанов против Рима и союзников) окружным путём. В историографии также встречается версия, будто Помпей направился в Албанию прямым путём — вдоль Куры, через Иберию, — однако она игнорирует свидетельства Диона Кассия о желании полководца застать албанов врасплох и о следовании не кратчайшим, а обходным маршрутом. По-видимому, римская армия следовала через окрестности современных городов Ванадзор и Дилижан, откуда вышла к Куре и пересекла её. По сообщению Плутарха, переправа через реку была затруднена строительством албанами частокола вдоль неё. Форсировав реку Камбиз (современная Иори), Помпей подошёл к реке Абант. Абант, как правило, отождествляется с рекой Алазани, хотя изредка высказывается мнение, что это река Самур, расположенная значительно дальше на северо-востоке.
Именно на левом берегу Абанта римляне встретили армию албанов, в которой античные историки насчитали 60 тысяч пехотинцев и 12 тысяч всадников. Плутарх также сообщает, будто на стороне албанов в этой битве сражались жившие на Кавказе амазонки. В сражении, состоявшемся между современными городами Шеки и Закаталы, албанская армия была разбита. Царь Оройз запросил мира, но после его заключения Помпей продолжил движение на восток. Причина, по которой Помпей двинулся к Каспийскому морю после победы над врагами, неясна. Существует предположение, что он надеялся разведать возможность налаживания торговли по этому маршруту с Индией. Кроме того, встречается версия, будто Помпей надеялся добраться до Индии, чтобы повторить подвиг Александра Македонского. В любом случае, трудности похода вынудили Помпея вскоре повернуть назад, хотя он подошёл к Каспийскому морю на расстояние трёх дневных переходов.

#### Кампания в Сирии и Иудее
После возвращения в Арташат Помпей занялся решением текущих вопросов в Анатолии, после чего в конце 64 года до н. э. направился на юг, в Сирию, через Каппадокию и Киликию. Никаких шагов по преследованию Митридата он не предпринимал — по словам Плутарха, Помпей рассчитывал победить его в открытом сражении. В Сирии в то время за власть боролись два претендента на престол некогда могущественной державы Селевкидов — Антиох XIII и Филипп II. Однако Помпей принял решение присоединить ослабленное государство в качестве римской провинции (возможно, из-за угрозы перехода стратегически важной территории в руки Парфии), что было осуществлено практически без сопротивления. Античные историки Аппиан и Плутарх записали несколько различные версии процесса присоединения Сирии. По Аппиану, римский полководец воспользовался беспомощностью сирийского правителя и формальным статусом Сирии как части державы Тиграна. Версия Плутарха может быть понята двояко в зависимости от перевода одного термина (др.-греч. γνήσιος): Сирия не имела либо «легитимных» царей, либо «достойных» царей. Совершенно иную версию записал византийский историк Иоанн Малала: якобы Антиох XIII завещал своё царство Риму, подобно тому, как ранее Аттал III завещал Пергамское царство; впрочем, это сообщение считается недостоверным.

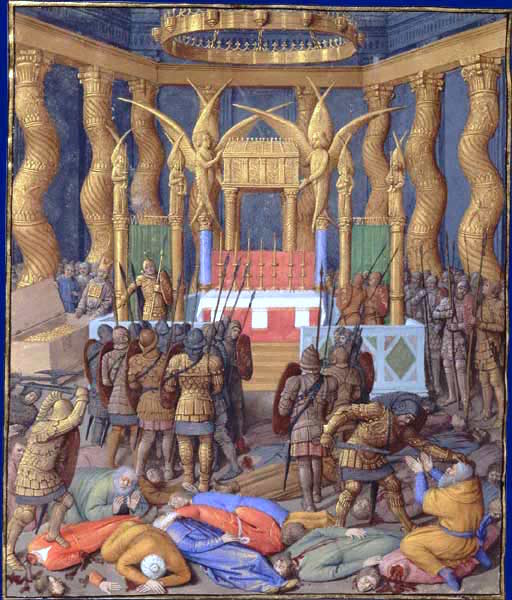
Помпей входит в Иерусалимский храм (Жан Фуке, около 1470 года)

Тем временем с юга безопасности новой провинции угрожало Набатейское царство, правитель которого Арета III проводил агрессивную внешнюю политику. Кроме того, в соседней с Сирией Иудее началась гражданская война между двумя претендентами на трон из династии Хасмонеев — Гирканом и Аристобулом II. Подчинённый Помпея Марк Эмилий Скавр (бывший шурин Гнея) выдвинулся на юг для разведки и вступил в переговоры с Гирканом и Аристобулом. Оба старались склонить его на свою сторону, однако Скавр поддержал Аристобула — возможно, причиной была попытка Гиркана взойти на трон с помощью усилившейся Набатеи. Однако по сообщению Иосифа Флавия, и Аристобул, и Гиркан пообещали Скавру взятку в четыреста талантов, но он склонился в пользу Аристобула не в последнюю очередь из-за выставления Гирканом дополнительных требований. Однако когда Помпей вошёл в Иудею, Аристобул начал проявлять признаки самостоятельной политики, после чего римский полководец отказался от его поддержки. Аристобул попытался примириться с Помпеем и пообещал ему крупное вознаграждение и сдачу Иерусалима, однако эти обещания не были выполнены. После этого Помпей окончательно разорвал с Аристобулом все отношения и взял его в плен. Когда Помпей подошёл к Иерусалиму, сторонники Гиркана и недовольные Аристобулом жители открыли римской армии ворота города, но приверженцы Аристобула отступили к Храмовой горе и укрепились там. По сообщению Иосифа Флавия, римляне насыпа́ли вал и собирали осадные орудия с наименее защищённой северной стороны горы, причём наиболее активно работали по субботам, когда солдаты Аристобула были связаны религиозными предписаниями и не препятствовали работам римских солдат. После трёх месяцев осады Храмовая гора была взята. По сообщению Иосифа Флавия, Помпей с соратниками вошёл в святая святых Иерусалимского храма, но ничего оттуда не вынес. Впрочем, краткое свидетельство Диона Кассия порой трактуется как указание на разграбление Помпеем храмовых ценностей. Иудея стала зависимым от Рима царством, но Гиркан не стал царём — Помпей даровал ему титул этнарха, а также признал его первосвященником. Ряд зависимых от Иудеи городов вошёл в состав провинции Сирия.
Затем Помпей выступил против Набатейского царства. Однако едва римская армия вторглась во владения Ареты, полководец получил известия о смерти Митридата в результате мятежа. Помпей немедленно направился на север, оставив два легиона солдат Эмилию Скавру. Тело царя доставили в Амис (современный Самсун), после чего Помпей приказал доставить его в Синопу и похоронить.

#### Итоги войны
Восточные походы Помпея значительно расширили границы Римской республики и закрепили на троне ряда государств проримских правителей, хотя были испорчены отношения с Парфией. На обломках государства Селевкидов Помпей организовал новую провинцию Сирия. Кроме того, им была создана единая провинция Киликия — ранее, в 103 году до н. э., к Риму была присоединена Равнинная Киликия (др.-греч. Κιλικία πεδιάς, Cilicia Pedias), но независимой осталась горная часть — Суровая Киликия (др.-греч. Κιλικία τραχεία, Cilicia Trachea). Понтийское царство было разделено: западная часть собственно Понта была объединена с римской провинцией Вифиния в единую провинцию Вифиния и Понт, восточная часть была передана царю Галатии Дейотару, а территория на северных берегах Чёрного моря осталась за Фарнаком. По сообщению Плутарха, благодаря завоеваниям Помпея поступления в казну Рима от налогов увеличились более чем вдвое — 135 миллионов драхм в год вместо прежних 50 миллионов (по другой трактовке этого свидетельства, сумма собранных налогов выросла с 50 до 80 миллионов драхм).

### Третий триумф и создание триумвирата
После побед на Востоке Помпей рассчитывал получить второе консульство досрочно и при этом отсутствуя в Риме: в самом начале 62 года до н. э. трибун, бывший легат Помпея и единоутробный брат его жены Муции Квинт Цецилий Метелл Непот безуспешно пытался провести закон, который бы предоставил полководцу возможность зарегистрироваться кандидатом в консулы, отсутствуя в Риме. Одновременно только что вступивший в должность претор Гай Юлий Цезарь предложил перепоручить Помпею восстановление Капитолийского храма, чем тогда занимался Катул, один из главных противников Гнея. По мнению некоторых исследователей (в частности, Эдуарда Мейера и С. Л. Утченко), предложение Цезаря должно было не только продемонстрировать его преданность возвращавшемуся полководцу, но и ещё сильнее рассорить его с большинством в сенате.
В начале 62 года до н. э. в Италии был разгромлен заговор Катилины (Плутарх записал слух, будто заговорщики планировали взять детей Помпея в заложники); в январе, ещё до решающей битвы при Пистории, Метелл Непот внёс предложение вызвать полководца для подавления мятежников, однако оно было провалено. Возможно, Помпей рассчитывал получить с помощью этого предложения повод не распускать свою армию.
В конце 62 года до н. э. армия Помпея прибыла в Брундизий (современный Бриндизи). В Риме было немало людей, которые ожидали, что полководец не распустит армию, но захватит город и установит свою диктатуру. Опасения подогревались памятью о схожей ситуации 21 год назад, когда в этот же город с войны против Митридата вернулся Луций Корнелий Сулла с победоносной армией, после чего последовала кровопролитная гражданская война и установление диктатуры полководца. Однако Помпей распустил свои войска сразу же, не дожидаясь триумфа (в 71 году до н. э. он держал свои войска в строю до самого триумфа; см. выше). В историографии существуют различные мнения относительно причин, по которым Помпей не начал поход на Рим, хотя известно, что в городе «готовились к встрече нового монарха» (см. раздел «Политические взгляды Помпея»).
Из-за того, что Помпей ожидал разрешения на триумф и не мог перейти черту города (померий), он обосновался в своём поместье в Альбане (современный Альбано-Лациале) недалеко от Рима. Среди первых действий Помпея после возвращения в Италию был развод с его женой Муцией. Плутарх пишет об измене Муции, но за подробностями отсылает к тем письмам Цицерона, которые не сохранились. Сторонники просопографического направления в изучении истории Древнего Рима связывают развод с Муцией с ослаблением политических позиций семейства Метеллов (мать Муции была замужем вторым браком за Квинтом Цецилием Метеллом Непотом старшим) и с попыткой переориентации полководца на союз с другими родами. После развода Помпей попытался жениться на племяннице Катона Младшего — одного из своих главных оппонентов. От полководца также поступило предложение женить своего старшего сына Гнея на другой его племяннице. Однако Катон отказал Помпею, несмотря на энергичные уговоры родственников заключить оба брака.
В конце сентября (предположительно 28 и 29 числа) 61 года до н. э. Помпей отпраздновал свой двухдневный триумф:
«На таблицах, которые несли впереди, были обозначены страны и народы, над которыми справлялся триумф: Понт, Армения, Каппадокия, Пафлагония, Мидия, Колхида, иберы, альбаны, Сирия, Киликия, Месопотамия, племена Финикии и Палестины, Иудея, Аравия, а также пираты, окончательно уничтоженные на суше и на море. <…> Но что больше всего принесло славы Помпею, что ни одному римлянину ещё не выпадало на долю, это то, что свой третий триумф он праздновал за победу над третьей частью света. До него и другие трижды справляли триумф, но Помпей получил первый триумф за победу над Африкой, второй — над Европой, а этот последний — над Азией, так что после трёх его триумфов создавалось впечатление, будто он некоторым образом покорил весь обитаемый мир».

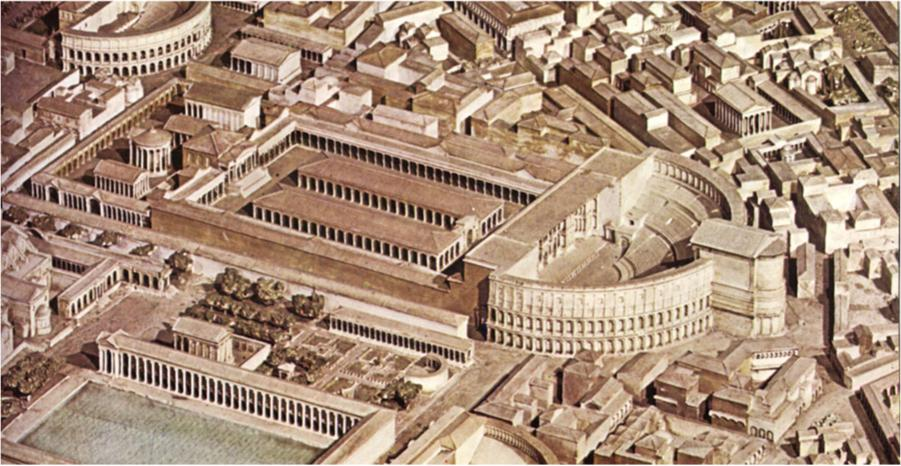
Реконструкция комплекса зданий театра Помпея: четыре малых храма (слева), курия Помпея и сады (в центре), сам театр и храм Венеры-Победительницы (справа). Поблизости находился небольшой дом Помпея

Также упоминается, что во время триумфа Помпей носил тунику, которая якобы принадлежала Александру Македонскому. Ему были оказаны неслыханные почести и, между прочим, дано право носить лавровый венок и триумфальную одежду. В том же году Помпей заложил на Марсовом поле в Риме огромный театр, который был открыт в 55 году до н. э. (по другой версии он был заложен в 55 году до н. э., а открыт в 52 году до н. э.). Этот первый каменный театр в Риме был рассчитан на 12 тысяч зрителей. Наряду с полукруглым сооружением самого театра этот комплекс включал в себя сады, храм Венеры-Победительницы (лат. Venus Victrix) напротив сцены, четыре малых храма, а также курию Помпея. От комплекса сооружений театра сохранились лишь незначительные обломки и часть фундамента. Внешний вид его частично реконструируется на основании четырёх фрагментов более позднего мраморного плана Рима.

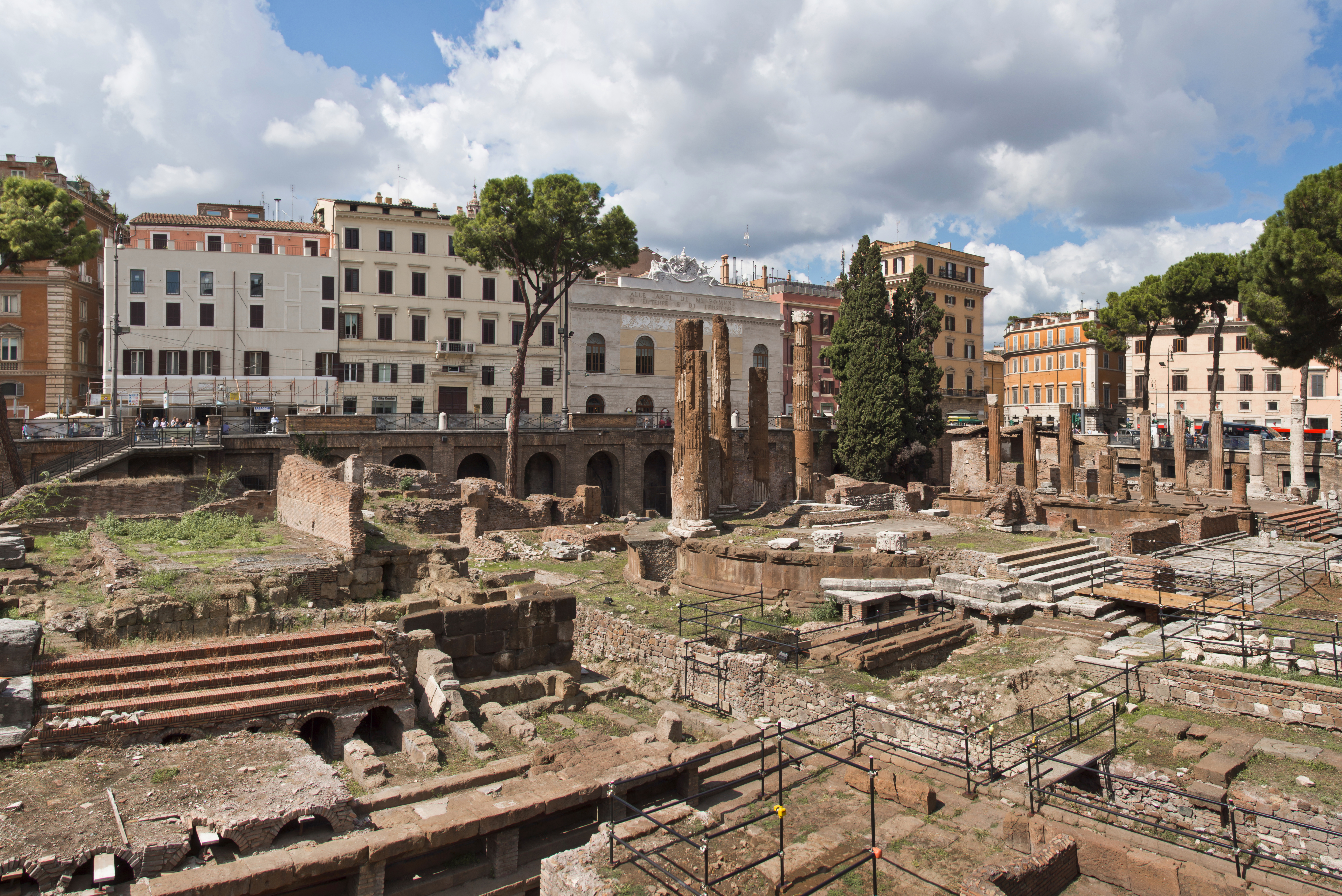
Развалины четырёх малых храмов на площади Торре-Арджентина в наши дни. На заднем плане — театр Арджентина, неподалёку за ним располагался театр Помпея

За год, прошедший с момента возвращения Помпея, ему не удалось добиться от сената утверждения всех своих распоряжений на востоке. Сенаторы не рассматривали этот вопрос под предлогом ведения громкого дела о святотатстве против Публия Клодия Пульхра, а избранный в консулы на 61 год до н. э. помпеянец Марк Пупий Пизон Фруги Кальпурниан не смог помочь своему покровителю. Наиболее вероятным кандидатом в консулы на следующий 60 год до н. э. был бывший легат Помпея Метелл Целер, с сестрой которого полководец недавно развёлся. Гней сделал ставку на другого своего легата Луция Афрания и использовал своё богатство для подкупов избирателей в его пользу, о чём быстро узнал весь Рим. Избраны были оба. В начале 60 года до н. э. Афраний вынес на обсуждение в сенат проект утверждения всех распоряжений Помпея на востоке, но его предложение сорвали враги Гнея. Они потребовали рассмотрения каждого вопроса не одним пакетом, а по отдельности, что ещё больше затянуло бы их утверждение. После провала Афрания трибун Луций Флавий, другой сторонник Помпея, предложил проект наделения ветеранов армии Гнея земельными наделами за счёт доходов от завоёванных территорий. Законопроект также предусматривал некоторые выгодные положения для городского плебса. Предложение Флавия вызвало жестокое сопротивление, а инициатор даже воспользовался своим правом заключить Метелла в тюрьму. Однако Метелл не отступился и даже созвал в своей тюремной камере заседание сената, поэтому вскоре Помпей вмешался в развитие событий, приказав Флавию отозвать аграрный закон и освободить Метелла. Одновременно Катон противодействовал любому решению об утверждении налоговых выплат с азиатских провинций.
Летом 60 года до н. э. свою кандидатуру в консулы на следующий год выставил Цезарь, только что вернувшийся из Испании. Он просил сенат позволить ему отсутствовать в Риме на выборах, ведя дела через друзей, чтобы не утратить право на триумф (с подобной ситуацией Помпей сталкивался уже дважды), и ему, как и Помпею в последний раз, было отказано. С выдвижением и избранием Юлия в консулы связывается создание первого триумвирата (лат. triumviratus — «союз трёх мужей») с участием Цезаря, Помпея и Красса. Хотя существование триумвирата не отрицается, обстоятельства его создания недостаточно ясны. Свидетельства источников противоречивы, что, по-видимому, объясняется изначально тайным характером объединения. Впрочем, все без исключения источники приписывают инициативу заключения соглашения Цезарю. Плутарх, Аппиан, Тит Ливий и Дион Кассий свидетельствуют, что договорённость была достигнута до выборов консулов (лето 60 года до н. э.); по данным Светония, это произошло вскоре после выборов, то есть осенью 60 года. Веллей Патеркул, однако, относит формирование триумвирата к 59 году до н. э. Сообщение единственного современника — Цицерона — представляет собой краткое и неопределённое упоминание неких переговоров в письме к Титу Помпонию Аттику от декабря 60 года до н. э.; в настоящее время на основании этого свидетельства предполагают ведение переговоров между триумвирами по частным вопросам вплоть до начала консулата Цезаря. Вскоре политический союз скрепили браком Помпея с Юлией, дочерью Цезаря.
По-видимому, Цезарь пообещал в случае избрания сделать всё возможное для принятия всех постановлений Помпея на востоке, наделения его ветеранов землёй и пересмотра положения азиатских откупщиков-публиканов. Никто из триумвиров не имел большого числа сторонников в сенате, однако каждый пользовался определённой поддержкой в среде плебса и всадников. Наиболее активными сторонниками триумвиров были ветераны легионов Помпея, которые играли большую роль в народном собрании. По итогам выборов консулами стали Цезарь и зять Катона Марк Кальпурний Бибул, в пользу которого сенаторы организовали «подкуп в интересах государства».

### Помпей в Риме (50-е годы до н. э.). Второе и третье консульства

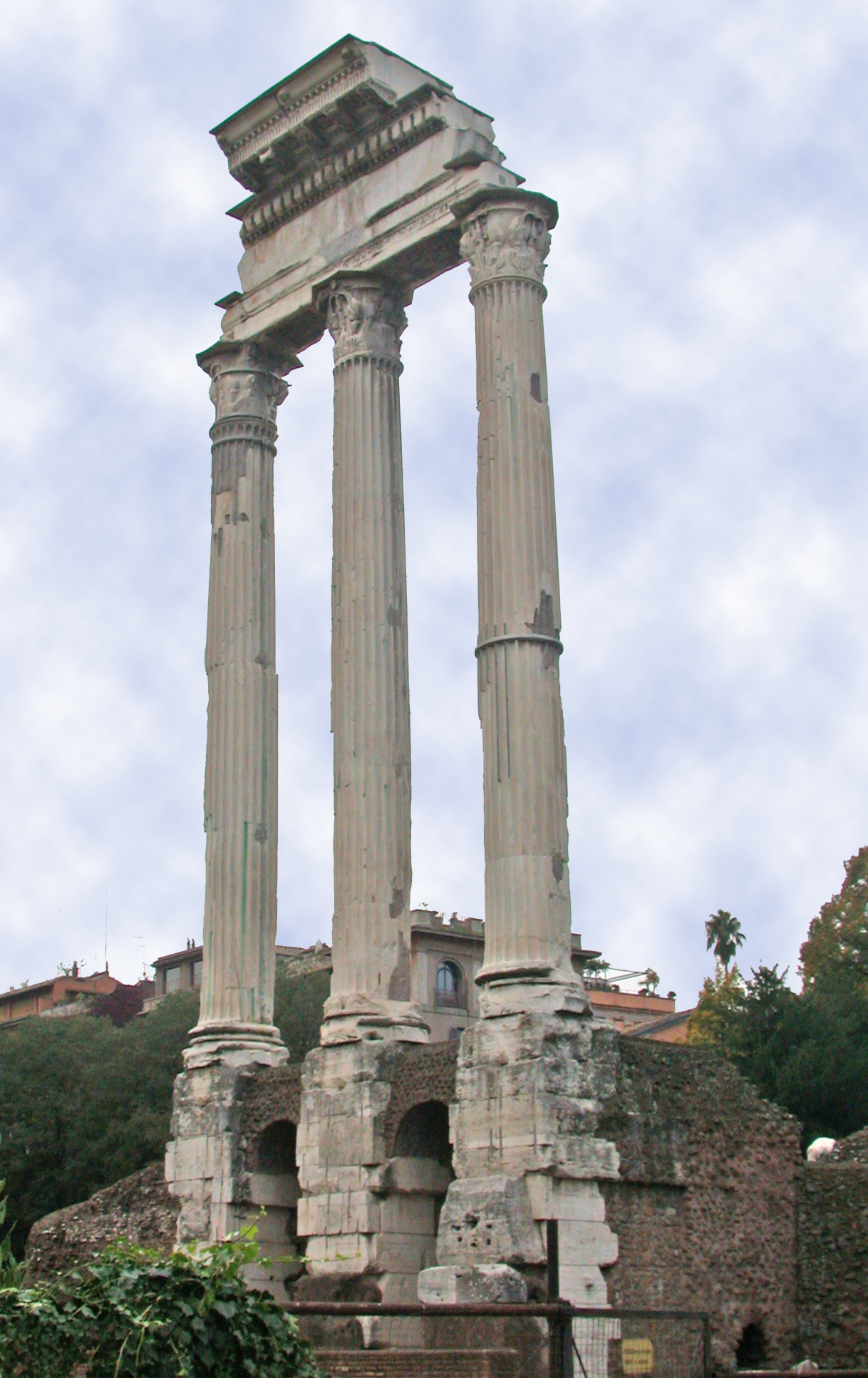
Руины храма Кастора и Поллукса в Риме

#### Консульство Цезаря
В 59 году до н. э. Цезарь развил огромную активность в должности консула. Первое время Бибул пытался сопротивляться многочисленным начинаниям своего коллеги, но вскоре был фактически отстранён им от власти и перестал выполнять свои обязанности. После того, как Цезарь остался единственным консулом, римляне стали иронически называть 59 год до н. э. «консульством Юлия и Цезаря». Прежде всего, консул сумел провести обещанный аграрный закон, преодолев сопротивление сенаторов. Основные положения закона повторяли по меньшей мере два предыдущих предложения и были выгодны как ветеранам Помпея, так и безземельному плебсу. Выкуп земли осуществлялся за счёт доходов от завоеваний Помпея. Для распределения земли создавалась комиссия, в которую вошёл и Помпей. Примерно в марте Цезарь провёл новые законы в интересах своих коллег по триумвирату — об утверждении всех восточных указов Помпея и о снижении налогов в Азии. Кроме того, Цезарь утвердил Птолемея XII Авлета «другом и союзником римского народа», а полученную за это решение огромную взятку — 6000 талантов — разделил между собой и Помпеем. В мае Цезарь получил в качестве провинций Цизальпийскую Галлию и Иллирик с тремя легионами войск, а вскоре по предложению Помпея сенат добавил ему Нарбонскую (Трансальпийскую) Галлию и ещё один легион. Помпей, по-видимому, предполагал скорое начало войны в Галлии и осознавал необходимость объединения Цизальпийской и Трансальпийской провинций под командованием одного полководца. Последнее соображение могло стать определяющим: во время Кимврской войны полувековой давности в этом же регионе отсутствие единого командования на первом этапе войны привело к чувствительным для Рима поражениям. Все провинции передавались ему на пять лет вместо обычного одного года. Впрочем, к концу 59 года до н. э. популярность триумвиров сильно упала. По мнению С. Л. Утченко, это было связано с тем, что триумвират, на который возлагалась надежда по борьбе с узурпацией реальной власти узким кругом нобилей-сенаторов, сам начал контролировать всю жизнь Рима.

#### Деятельность Клодия
В 58 году до н. э. в Риме чрезвычайную активность развил трибун Публий Клодий Пульхр. Сперва он атаковал Марка Туллия Цицерона и заставил его отправиться в вынужденное изгнание. Цицерон просил заступничества у Помпея, но он не помог ему, хотя раньше обещал Туллию защиту. Чуть позже Клодий удалил Катона из Рима с особой миссией на Кипр; без Цицерона и Катона сенатская оппозиция триумвирам (но также и Клодию) оказалась сильно ослабленной. После того, как Цезарь отправился в Галлию, Клодий обратился против Помпея, а вскоре выступил и против Цезаря, попытавшись отменить все распоряжения последнего в год его консульства. Впрочем, это Клодию не удалось, но он продолжил действовать против триумвиров. В частности, он признал царём Галатии Брогитара, хотя был жив признанный Помпеем царь Дейотар. Наконец, 11 августа один из рабов Клодия демонстративно бросил кинжал перед Помпеем в храме Кастора и Поллукса. После недвусмысленной угрозы убийства полководец заперся в своём доме в Риме, а вооружённые сторонники Клодия окружили дом и следили, чтобы Помпей не покинул его.
Однако в следующем году большая часть магистратов была противниками Клодия, и его влияние резко ослабло. Кроме того, поджоги и попытки убийств, совершённые его людьми, подорвали его популярность среди городского плебса. Помпей активно содействовал возвращению Цицерона в Рим: когда в городе сторонники изгнанного оратора пытались внести законопроект о его возвращении, полководец объездил Италию и агитировал италиков прийти в Рим и поддержать закон на голосовании. Сразу после возвращения влиятельный Цицерон на некоторое время примирил сенаторов с Помпеем. Кроме того, Гнею передали управление снабжением Рима хлебом сроком на пять лет, но законопроект трибуна Гая Мессия, расширявший его полномочия, был отклонён. Помпей получал проконсульские полномочия и право назначить себе 15 легатов.
В это время руководство снабжением Рима хлебом стало важнейшим постом: по хлебному закону Клодия, каждый римский гражданин мог получить определённую норму хлеба (5 модиев, или 43,5 литра) совершенно бесплатно (раньше за неё нужно было заплатить небольшую цену); все издержки покрывались за счёт государственной казны. Однако Секст Клелий, писец Клодия, который был поставлен во главе снабжения, не сумел перестроить всю систему доставки зерна в Рим. В результате, землевладельцы и торговцы резко подняли цены на хлеб, и в городе стал ощущаться его дефицит. Впрочем, нехватка хлеба могла быть искусственной: многие оптовые хлеботорговцы поддерживали Цицерона и долго держали свои амбары закрытыми. Первое время после назначения Помпея цены в Риме не уменьшались, а казна, на которой лежали обязательства по покупке зерна, испытывала острую нехватку денег. Помпей отправился закупать зерно в провинциях Сицилия, Сардиния и Африка, а своих друзей и легатов разослал по другим провинциям. В конце концов, ему удалось нормализовать снабжение хлебом, хотя на это были потрачены огромные средства из казны: в апреле следующего года сенат выделил Помпею 40 миллионов сестерциев на закупку хлеба.

#### Совещание в Лукке и второе консульство

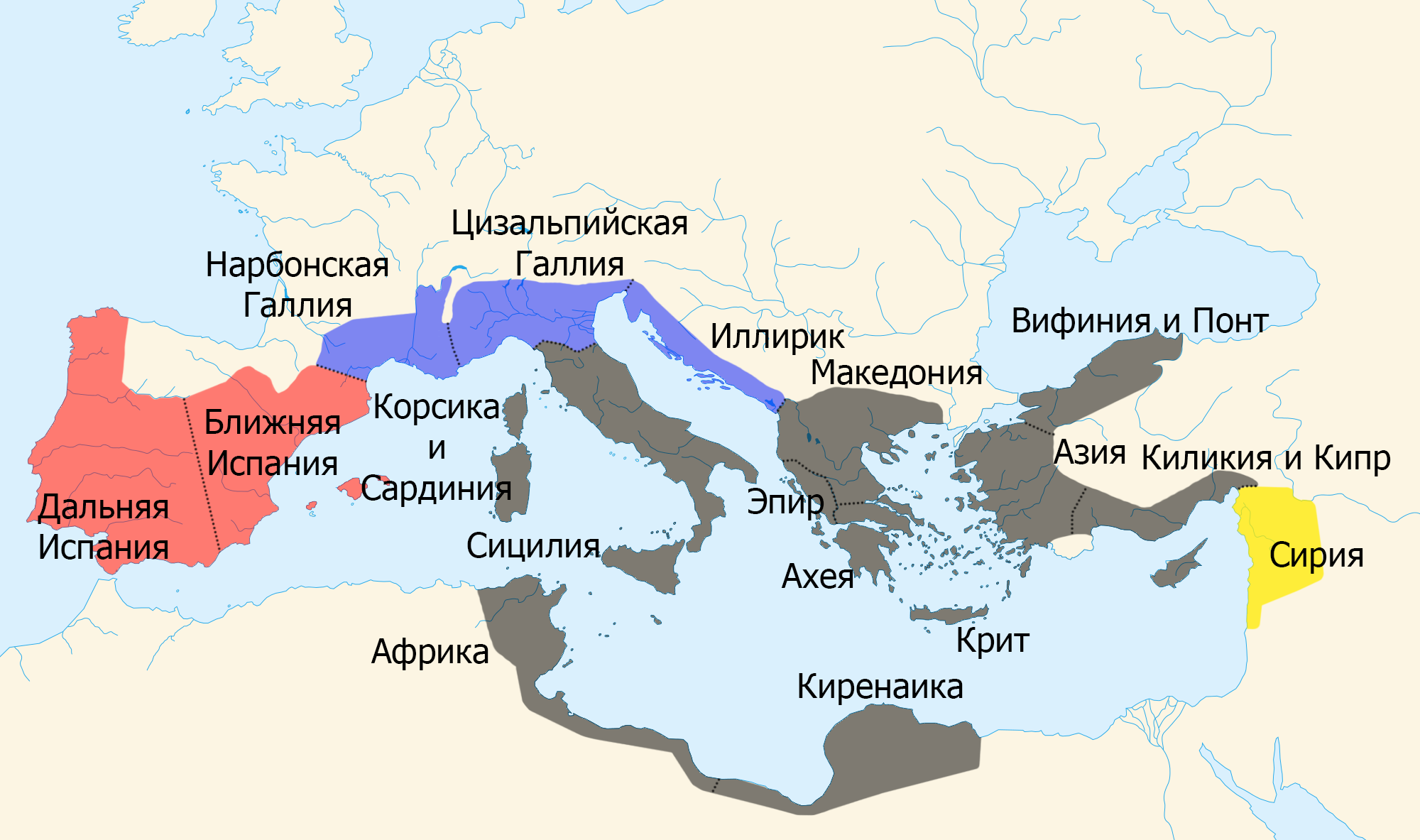
Распределение провинций между триумвирами после совещания в Лукке (завоевания Цезаря не показаны):
Цезарь: Цизальпийская Галлия, Нарбонская Галлия, Иллирик
Помпей: Ближняя Испания, Дальняя Испания
Красс: Сирия
Другие провинции Римской республики

Примерно в это же время Помпей поссорился с Крассом: Гней рассказывал Цицерону, будто Красс поддерживает Клодия и его сторонников, которые нападают в народном собрании и сенате на Помпея. В апреле 56 года до н. э. по инициативе Цезаря триумвиры провели переговоры в Лукке, где зимовал галльский наместник. Триумвиры договорились, что Помпей и Красс выставят свои кандидатуры в консулы на 55 год до н. э., а Цезарь направит часть своих солдат в Рим для поддержки их кандидатур. Главной целью триумвиров было недопущение избрания Луция Домиция Агенобарба, непримиримого врага Цезаря. Кроме того, было решено, что верные триумвирам трибуны передадут консулам те провинции, которые они сами захотят, а также продлят полномочия Цезаря в Галлии ещё на пять лет. Выборы консулов, которые обычно проводились летом, были задержаны и состоялись лишь в январе 55 года до н. э.; солдаты Цезаря, возглавляемые его легатом Публием Крассом, сыном триумвира, решили исход выборов в пользу Помпея и Красса. Помпей получил в качестве провинций Ближнюю и Дальнюю Испанию, а Красс — Сирию. Последний даже не дождался окончания консульства и отправился в провинцию в конце 55 года до н. э., надеясь поскорее начать войну с Парфией. Проконсульство Цезаря в Галлии было продлено на пять лет. Помпей же остался в Италии, но не в Риме, а в одном из своих имений возле города: войдя в город, он бы потерял полномочия проконсула.

#### Распад триумвирата. Третье консульство
В августе или сентябре 54 года до н. э. во время родов умерла Юлия, жена Помпея, а в мае следующего года Красс потерпел поражение в битве при Каррах и был убит. Распад триумвирата вследствие гибели одного из участников не привёл к сплочению Помпея и Цезаря; напротив, их отношения начали ухудшаться.
В январе 52 года до н. э. возле Рима раб Тита Анния Милона убил Клодия. В Риме начались беспорядки, и сенаторы стали вести переговоры с Помпеем о наделении его чрезвычайными полномочиями диктатора — считалось, что только так можно остановить бунты. Помпей публично отрицал намерение стать диктатором, но ему мало кто верил. Он советовался по этому вопросу с Цезарем, и галльский наместник предложил новый династический брак: Помпей должен был жениться на родственнице Цезаря Октавии Младшей, а Гай хотел взять в жёны Помпею, дочь Гнея. Впрочем, Помпей от этого предложения отказался. Вместо диктатуры сенат организовал Помпею консульство на 52 год до н. э. без коллеги, и он имел примерно те же полномочия, что и диктатор, но после окончания своего срока мог быть привлечён к суду за свои действия. Это предложение исходило не то от Катона, не то от Бибула, но в любом случае от бывшего противника триумвирата. Вероятно, предоставление чрезвычайных консульских, а не диктаторских полномочий было вызвано желанием избежать аналогий с последней диктатурой Суллы. Вскоре Гней женился на Корнелии Метелле, дочери Квинта Цецилия Метелла Пия Сципиона Назики, давнего врага Цезаря. Впрочем, это действие не обязательно означало разрыв двух триумвиров.
Прежде всего, Помпей предложил два законопроекта, которые были оперативно рассмотрены и приняты. Это были законы о насилии (de vi) и о нарушениях на выборах (de ambitu). Первый закон был проведён специально для судебного преследования организаторов и участников беспорядков 52 года до н. э.; второй был направлен против лиц, уличённых в подкупе избирателей во время выборов. Оба закона вводили более строгие наказания для виновных, а также ограничивали время делопроизводства в соответствующих судебных коллегиях (Quaestiones perpetuae), и теперь оно велось в ускоренном порядке. Кроме того, устанавливался новый срок давности для дел de ambitu — до 70 года до н. э., что сторонники Цезаря восприняли как вызов. Наконец, Помпеем был принят закон об изменениях в производстве всех дел, касавшихся убийства ближайших родственников (лат. parricidium; впрочем, он мог быть принят ещё в 55 году до н. э.).
В это же время сенат поручил Помпею начать набор войск, и вскоре солдаты были введены в город (впервые со времён диктатуры Суллы). «Под охраной» солдат временно проходили судебные заседания, включая самый громкий суд над Милоном. В последний день слушаний (7 апреля) Помпей, который прохладно относился к Милону и даже поверил в то, что тот задумывал убить его, разместил на Форуме и в окрестностях множество солдат. Обилие солдат так напугало знаменитого адвоката Цицерона, который защищал Милона, что он не смог нормально произнести свою речь. В конце концов, Милон был признан виновным 38 голосами из 51 и приговорён к изгнанию. Были осуждены и многие сторонники Клодия, однако суды над некоторыми сторонниками и родственниками Помпея прошли под давлением консула.
Трибуны из числа сторонников Цезаря предложили законопроект, по которому Гаю позволялось выставлять свою кандидатуру в консулы, отсутствуя в Риме (ранее решение по каждому подобному случаю принимал сенат). Вскоре это предложение было принято при одобрении Помпея. Однако затем Гней инициировал принятие ещё двух законов: об обязательном пребывании гражданина в Риме во время выставления кандидатуры в магистраты и всё время перед голосованием, а также о некоторых изменениях в порядке наместничества провинций и о введении пятилетнего перерыва между магистратурой и наместничеством. Первый указ вступал в прямое противоречие с только что принятым законом сторонников Цезаря, но поскольку он не был утверждён народным собранием, то не имел над ним приоритета; сам Помпей утверждал, что закон не имеет целью противодействие Цезарю. Целью двух указов, таким образом, могла быть демонстрация силы и перед Цезарем, и перед сенатом.
Тем временем трибуны предложили Помпею взять в коллеги на оставшуюся часть года Цезаря, однако Гай был занят в Галлии и не стал возвращаться в Рим. Ближе к концу года (примерно в июле-августе) вторым консулом стал Сципион Назика, новый тесть Помпея. Консулами на следующий год были избраны Сервий Сульпиций Руф и Марк Клавдий Марцелл, хотя решающее влияние на политику продолжал оказывать Помпей. Он не распускал набранную армию и сохранил за собой испанские провинции, реальное управление которыми осуществляли его легаты.

#### Обострение отношений с Цезарем

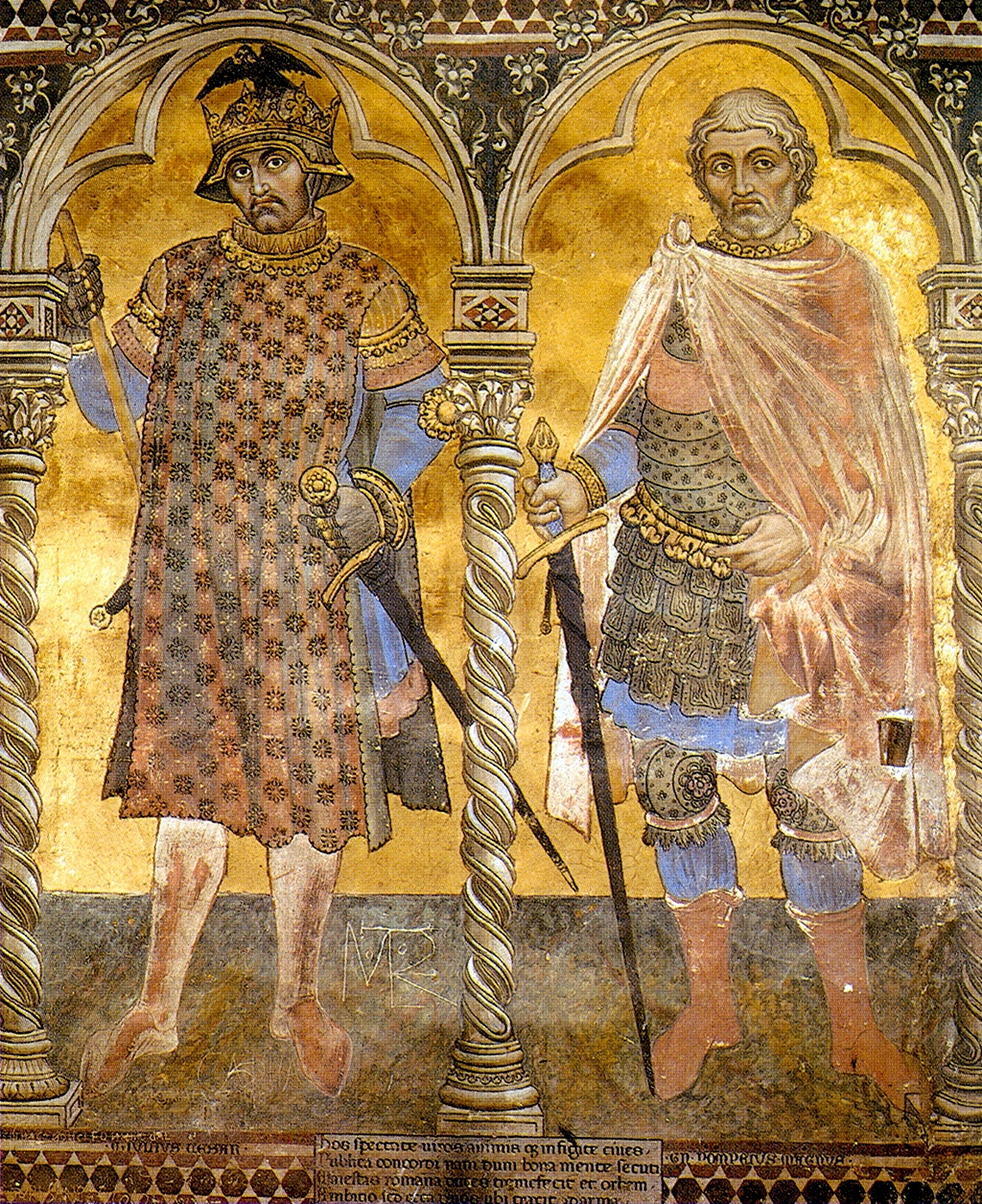
Цезарь (слева) и Помпей (справа). Фреска Таддео ди Бартоло (начало XV века)

В 51 году до н. э. в Риме широко обсуждался статус Цезаря после скорого окончания его проконсульских полномочий (они истекали 1 марта 49 года до н. э., хотя существовала возможность их продления). По новому законодательству Цезарь должен был остаться частным лицом на несколько месяцев (выборы консулов обычно проводились летом), а о намерении привлечь его к суду публично заявляли, в частности, Катон и Марцелл. Кроме того, противники Цезаря готовились оспорить недавний закон о его праве баллотироваться в консулы, отсутствуя в Риме. На ответные действия Цезаря по привлечению сторонников в Риме, в армии и в провинциях сенат ответил указом, трактовавшим все спорные вопросы в свою пользу; впрочем, трибуны наложили вето на этот закон. Помпей же уклонялся от вмешательства в это противостояние. В конце 51 года до н. э. в Риме появились слухи, будто Помпей может отправиться в Испанию или в Сирию; впрочем, он остался в Италии, хотя Цицерон слышал подобные сведения и в следующем году. В 50 году до н. э. консулами стали враги Цезаря Луций Эмилий Лепид Павел и Гай Клавдий Марцелл, а среди трибунов — один из самых заклятых его врагов Гай Скрибоний Курион. Цезарь же подкупил Павла (Аппиан называет огромную сумму взятки — 1500 талантов) и Куриона (сумма взятки была ещё большей), причём Павел согласился лишь сохранять нейтралитет. Курион же стал выступать в роли примирителя Помпея и Цезаря, не желая раскрывать своего нового покровителя, но в решающие моменты принимал сторону последнего. В начале 50 года до н. э. Курион представил компромиссное предложение: Помпей и Цезарь должны одновременно распустить легионы и сдать проконсульские полномочия. Гней ответил отказом. Он требовал, чтобы Цезарь сложил оружие первым. К этому времени сенату удалось добиться, чтобы наместничество в восточных провинциях находилось в руках надёжных магистратов; в свою очередь, большинство восточных правителей были обязаны своим троном Помпею и готовы были выслать ему военную помощь в любой момент.
Весной (по другой версии, летом) 50 года до н. э. Помпей серьёзно заболел, но быстро поправился. Болезнь Помпея не установлена; возможно, это была малярия. Жители Неаполя, где он находился, устроили в честь его выздоровления торжественный праздник; их примеру последовали и другие города Италии. По мнению Плутарха, под влиянием этих торжеств Помпей стал так самоуверен, что отбросил свою обычную осторожность и начал свысока относиться к Цезарю. По-видимому, Помпей решил, что люди, которые так активно празднуют его выздоровление, будут с тем же рвением сражаться за него.
В августе Марк Целий Руф предложил отправить Помпея или Цезаря на восток, чтобы начать войну против Парфии и оттянуть начало войны гражданской, приход которой виделся всем неизбежным. 1 декабря Курион вновь предложил Помпею и Цезарю одновременно сложить полномочия и распустить войска. Его полностью поддержал опасавшийся войны сенат: предложение было принято 370 голосами против 22. Впрочем, Марцелл прекратил заседание сената, и решение не вступило в силу. Вскоре в Риме распространился слух, будто Цезарь уже идёт на Рим со всей армией. Поверив в него, консул Клавдий предложил, чтобы армия, расквартированная в Капуе, выступила против Цезаря. Курион возражал, но Клавдий пошёл к Помпею; поскольку он находился в своём поместье за пределами Рима, Курион не мог его преследовать. Клавдий лично приказал Помпею подготовить армию, стоявшую в Капуе, а также набрать новые войска. Вскоре Помпей вызвал в Италию два легиона, временно служившие у Цезаря. Курион попытался провести закон, который бы лишал Помпея власти над войсками, но когда это не удалось, бежал из Рима к Цезарю. Цезарь предпринимал попытки договориться с Помпеем напрямую (в частности, в декабре он просил оставить себе Цизальпийскую Галлию, Иллирик и два легиона, но гарантировать консульство), но все они оканчивались неудачей.
1 января 49 года до н. э. трибуны-цезарианцы Марк Антоний и Квинт Кассий Лонгин доставили в Рим и зачитали письмо Цезаря, в котором он угрожал началом войны, если Помпей не сложит полномочия. Эта угроза окончательно настроила сенат против Цезаря, хотя там было ещё немало сторонников примирения. Консулы 49 года до н. э. (другой Гай Клавдий Марцелл и Луций Корнелий Лентул Крус), враждебно настроенные к галльскому наместнику, сумели убедить сенат принять чрезвычайные меры. Новый закон требовал от Цезаря распустить войска, иначе он объявлялся врагом государства. Антоний и Кассий, однако, наложили на него своё вето. В следующие несколько дней посредником между бывшими триумвирами стал Цицерон. Он предложил оставить Цезаря с Иллириком и одним легионом, но под давлением Лентула, Сципиона и Катона Помпей отказался и от этого предложения. 7 января сенат принял чрезвычайный декрет (senatus consultum ultimum), который наделял Помпея самыми широкими полномочиями. Антоний и Кассий бежали из города после угроз со стороны сената. В следующие два дня сенат подтвердил своё решение от 1 января (трибуны теперь не могли наложить вето), а провинции Цезаря были переданы другим наместникам. Тем временем Цезарь выступил на сходке перед солдатами XIII легиона. Он просил солдат защитить священные права трибунов, попранные сенатом, а также помочь восстановить его очернённую репутацию. Солдаты полностью поддержали полководца.

### Гражданская война 49—45 годов до н. э. и гибель

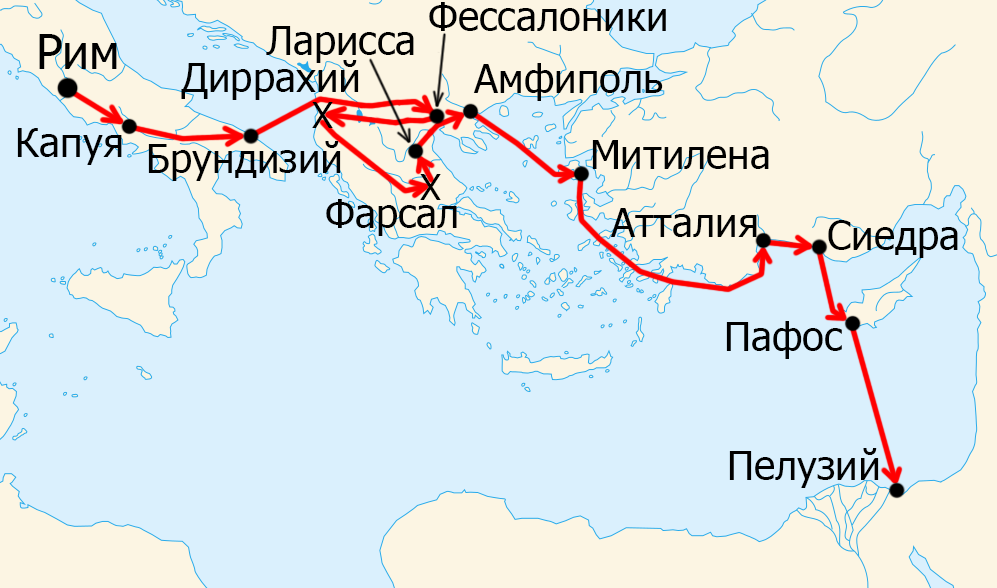
Путь Помпея во время гражданской войны. Знаком «Х» отмечены битвы

#### Война в Италии
Приблизительно 10 января 49 года до н. э. Цезарь перешёл через реку Рубикон, отделявшую Италию от Цизальпийской Галлии, начав тем самым гражданскую войну. Через несколько дней, когда известия о выступлении Гая достигли Рима, Помпей признал неготовность к отражению нападения. Некоторые сенаторы (в частности, Цицерон) предложили направить к проконсулу посольство, однако победило предложение Катона: сражаться с Цезарем под командованием Помпея. Гней, однако, настоял на том, чтобы магистраты и сенаторы покинули город; в спешке не был организован вывоз казны. Многие магистраты направились по назначенным им провинциям, чтобы собирать там войска и впоследствии соединиться с Помпеем. Луция Домиция Агенобарба назначили преемником Цезаря. Помпей отправил к Цезарю двух магистратов для переговоров, но тот отправил их назад со встречным предложением распустить армию одновременно с Помпеем, а затем участвовать в выборах консулов; Цезарь также настаивал на личной встрече с бывшим коллегой по триумвирату. Помпей отступил в Капую, где были сосредоточены лояльные войска; Агенобарб с тремя легионами оставался в стратегически важном городе Корфиний. Первоначально планировалось соединение сил Агенобарба и Помпея, но оно было сорвано внезапным появлением Цезаря под Корфинием. Несмотря на численное превосходство Агенобарба (приблизительно три легиона против двух), его солдаты после семи дней осады сдали Цезарю и крепость, и полководца. Узнав о падении Корфиния, Помпей отступил к порту Брундизий (современный Бриндизи), куда собирались все лояльные сенату новобранцы. По-видимому, именно тогда полководец решил переправиться вместе с сенатом в Грецию. Большой флот Помпея переправлял солдат и бежавших граждан в Диррахий (или Эпидамн; современный Дуррес). Впрочем, кораблей не хватало для переправы всех желающих, и эвакуация затянулась. Поскольку флот Цезаря в Адриатическом море был разбит, Гай не мог помешать переправе. В середине марта из Брундизия, к этому времени уже осаждённого Цезарем, отплыли последние корабли. Помпей уплыл одним из последних.
Причина, по которой Помпей решил отступать из Рима, а затем и из Италии, неясна. Впервые план отплытия рассматривался на заседании сената 17 января, но на некоторое время его отложили в сторону. Известно, что рассматривался и план продолжения войны в Италии. Помпей планировал использовать своё доминирующее положение на море для перевозки войск и припасов из провинций в Италию, а также надеялся повести испанские легионы в тыл Цезарю в Галлию. Военный теоретик и практик Наполеон Бонапарт полагал, что Помпею стоило придерживаться именно этого плана; это мнение поддерживал и Карл фон Клаузевиц. Впрочем, решающим фактором в принятии решения об отплытии могли стать действия Домиция в Корфинии — центре сбора рекрутов значительной части центральной Италии. Домиций Агенобарб, получив письмо от Помпея с требованием переместиться в Апулию вместе с набранными рекрутами, сперва согласился, но затем внезапно изменил своё мнение. На его решение, вероятно, повлияло недоверие к Помпею: Домиций был давним противником триумвирата, а его брат был убит Помпеем в 81 году до н. э. К этому времени Домиций уже был назначен проконсулом на место Цезаря в Галлии, и потому имел право не подчиняться Помпею.

#### Война в Греции

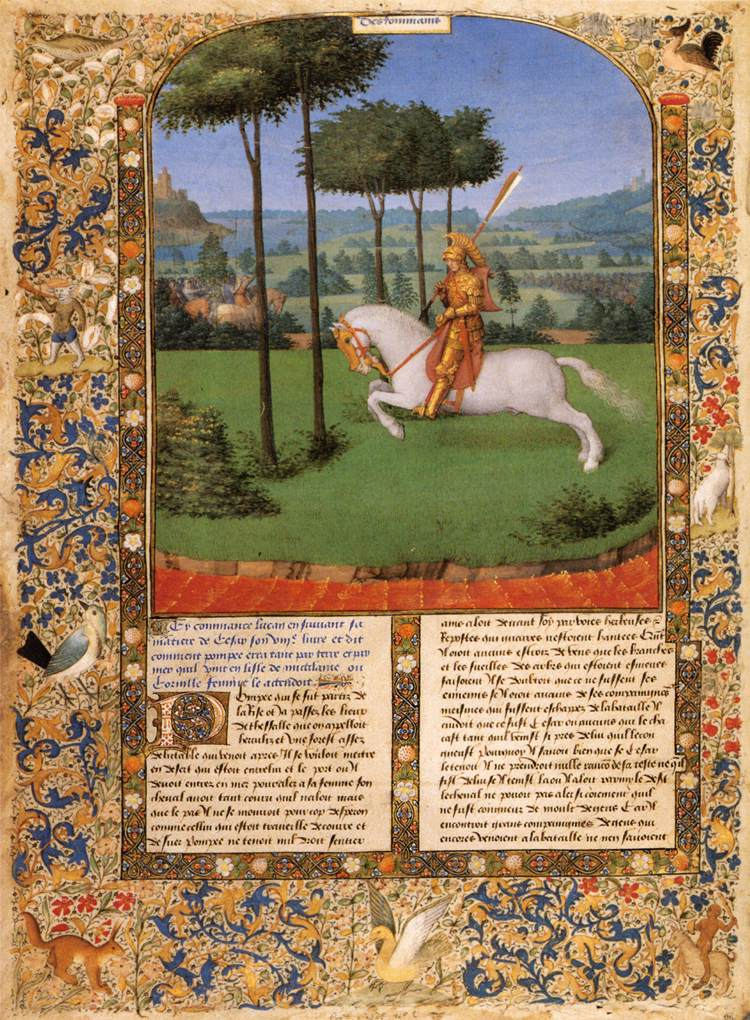
Бегство Помпея после битвы при Фарсале. Страница из «Древней истории до Цезаря» XV века с иллюстрацией Жана Фуке

Весной 49 года до н. э. Цезарь отправился на запад и всё лето воевал в Ближней и Дальней Испании, а в сентябре, на обратном пути в Рим, взял Массилию (современный Марсель). В это время Помпей занимался набором новых легионов и лично руководил их подготовкой в Македонии, а его самого неоднократно видели на военных упражнениях вместе с солдатами. Тем временем его сторонник Лентул Крус набрал два легиона в Азии, Сципион Назика — ещё два в Сирии; всего в распоряжении Помпея насчитывалось до девяти легионов (по сведениям Аппиана, одиннадцать легионов). Он также использовал своё влияние, чтобы убедить зависимых от Рима правителей прислать вспомогательные войска, а также вёл переговоры с Парфией и Дакией. По-видимому, Гней надеялся организовать блокаду Италии, а весной 48 года до н. э. или позже высадиться туда с крупной армией. Впрочем, в январе 48 года до н. э. Цезарь неожиданно прорвал морскую блокаду, высадился с частью своих войск недалеко от Диррахия, и вскоре окрестные города начали один за другим переходить на его сторону. Помпей спешно прибыл в Диррахий и разбил возле него свой лагерь. В апреле цезарианцы Марк Антоний и Квинт Фуфий Кален вновь прорвали морскую блокаду и переправили в Эпир подкрепления. Войска цезарианцев соединились, несмотря на противодействие Помпея. Помпей рассматривал три возможных варианта действий: отправка армии в Италию (Помпей по-прежнему доминировал на море), генеральное сражение с Цезарем и продолжение позиционной войны с расчётом на истощение противника. От первого плана Помпей отказался, поскольку захват Рима до победы над Цезарем не произвёл бы перемены в общественном мнении. Кроме того, в случае реализации этого плана в Греции против армии Цезаря оставался бы только сравнительно небольшой отряд Сципиона Назики. Сам Помпей склонялся к третьему варианту ради ослабления противника. После объединения войск Цезарь, несмотря на численное превосходство армии Помпея, окружил его лагерь под Диррахием стеной. Однако солдаты Цезаря, хотя и осадили Помпея, всё же сами испытывали огромные трудности со снабжением и страдали от голода. В июле Гней обнаружил слабое место в системе укреплений противника и прорвал осаду. В последовавшей за этим битве Помпей одержал полную победу, однако по совету перебежчика Тита Лабиена или из-за заподозренной уловки он не стал нападать на незащищённый лагерь противника, а ограничился преследованием отступающих.
После битвы при Диррахии Цезарь отошёл в Фессалию, что создало угрозу потери всей Греции. Сенаторы начали оказывать серьёзное давление на Помпея, критикуя его медлительную стратегию и настаивая на генеральной битве, хотя сам полководец планировал ослабить противника истощением, уклоняясь от генерального сражения и препятствуя снабжению его армии. В конце концов Помпей поддался на уговоры сенаторов. 9 августа 48 года до н. э. возле Фарсала состоялось сражение, оказавшееся решающим. Помпей имел численное преимущество, однако не смог его реализовать, и поражение на левом фланге обернулось катастрофой для его армии.

#### Бегство и гибель
После поражения при Фарсале Гней бежал из лагеря на север, однако многие его союзники, включая сенаторов, бежали в других направлениях. Во время бегства Помпей, по-видимому, изменил планы дальнейших действий: если в Лариссе он призвал горожан к сдаче Цезарю, то в Амфиполе он издал указ о сборе новой армии для защиты Македонии. Сам он вскоре отплыл в Митилену на Лесбосе, оттуда — в Атталию (современная Анталья), а затем — в Сиедру в Киликии. Там состоялся военный совет с участием многих его соратников. Рассматривалось три варианта поиска помощи в войне: Парфия, Египет и Нумидия. Помпей утверждал, что не доверяет правителям Нумидии и Египта, и потому склонялся к просьбе поддержки у Парфии, однако это предложение было встречено с неодобрением. Публий Корнелий Лентул Спинтер озвучил общее мнение, указав на неэффективность парфянских войск в незнакомых для них условиях и на позор для Рима от использования своих врагов. В конце концов было принято решение просить помощи в Египте, поскольку Птолемей XIII был обязан своим троном Помпею и его стороннику Авлу Габинию. Из Пафоса на Кипре Гней направился к Пелузию, отправив перед собой письмо к Птолемею с просьбой о встрече. Советники царя — Ахилла, Потин и Феодот (Теодат), фактически управлявшие страной, — решили, что помощь Помпею в любом случае поставит под угрозу их власть и независимость Египта, и потому решили поддержать на словах, а на деле — убить его. Осуществить убийство было поручено Луцию Септимию, римлянину на египетской службе; он вместе с Ахиллой должен был встретить корабль Помпея в гавани, посадить полководца в шлюпку, отвезти к берегу и убить. Помпею же было отправлено письмо, написанное в дружеском тоне, с приглашением о встрече. Убийство Помпея часто и подробно описывалось различными авторами как пример крайнего вероломства. Наиболее известен рассказ Плутарха:
«Корабль находился на значительном расстоянии от берега, и так как никто из спутников не сказал ему ни единого дружеского слова, то Помпей, посмотрев на Септимия, промолвил: „Если я не ошибаюсь, то узнаю моего старого соратника“. Тот кивнул только головой в знак согласия, но ничего не ответил и видом своим не показал дружеского расположения. Затем последовало долгое молчание, в течение которого Помпей читал маленький свиток с написанной им по-гречески речью к Птолемею. Когда Помпей стал приближаться к берегу, Корнелия с друзьями в сильном волнении наблюдала с корабля за тем, что произойдет, и начала уже собираться с духом, видя, что к месту высадки стекается множество придворных, как будто для почётной встречи. Но в тот момент, когда Помпей оперся на руку Филиппа, чтобы легче было подняться, Септимий сзади пронзил его мечом, а затем вытащили свои мечи Сальвий и Ахилла. Помпей обеими руками натянул на лицо тогу, не сказав и не сделав ничего не соответствующего его достоинству; он издал только стон и мужественно принял удары».
Это произошло 28 или 29 сентября 48 года до н. э. Голову Помпея и его кольцо с печатью (лев, держащий в лапе меч) египтяне преподнесли Цезарю; по преданию, он не знал о судьбе Гнея и заплакал, увидев голову. Похоронный обряд с телом Помпея провели его вольноотпущенник Филипп и один из ветеранов его армии, использовав для погребального костра обломки старой лодки. Предполагается, что пепел Помпея впоследствии был перезахоронен Корнелией Метеллой в имении Помпея в Альбане (современный Альбано-Лациале). Историк Аппиан, впрочем, сообщает, что могилу Помпея в Египте засыпало песком, и только император Адриан разыскал её и восстановил; о том, что тело полководца захоронено в Египте, сообщает и Страбон.

## Семья
|             |             | Гней Помпей Великий             |                                 |                                 |                                 |                                 |                                 |                 |                 |                 |                 |                                                                                           |                                                                                           |                                                                                           |                                                                                           |                                                                                           |                                                                                           |                      |                      |                                        |                                        |                                        |                                        |                                        |                                        |                          |                          |                                                             |                                                             |                                                             |                                                             |                                                             |                                                             |                 |                 |                                          |                                          |                                          |                                          |                                          |                                          |        |        |                                                    |                                                    |                                                    |                                                    |                                                    |                                                    |  |  |  |  |  |  |  |  |  |  |  |  |  |  |  |  |  |  |  |  |  |  |  |  |  |  |  |  |  |  |  |  |  |  |
|             |             |                                 |                                 |                                 |                                 |                                 |                                 |                 |                 |                 |                 |                                                                                           |                                                                                           |                                                                                           |                                                                                           |                                                                                           |                                                                                           |                      |                      |                                        |                                        |                                        |                                        |                                        |                                        |                          |                          |                                                             |                                                             |                                                             |                                                             |                                                             |                                                             |                 |                 |                                          |                                          |                                          |                                          |                                          |                                          |        |        |                                                    |                                                    |                                                    |                                                    |                                                    |                                                    |  |  |  |  |  |  |  |  |  |  |  |  |  |  |  |  |  |  |  |  |  |  |  |  |  |  |  |  |  |  |  |  |  |  |
|             |             |                                 |                                 |                                 |                                 |                                 |                                 |                 |                 |                 |                 |                                                                                           |                                                                                           |                                                                                           |                                                                                           |                                                                                           |                                                                                           |                      |                      |                                        |                                        |                                        |                                        |                                        |                                        |                          |                          |                                                             |                                                             |                                                             |                                                             |                                                             |                                                             |                 |                 |                                          |                                          |                                          |                                          |                                          |                                          |        |        |                                                    |                                                    |                                                    |                                                    |                                                    |                                                    |  |  |  |  |  |  |  |  |  |  |  |  |  |  |  |  |  |  |  |  |  |  |  |  |  |  |  |  |  |  |  |  |  |  |
|             |             |                                 |                                 |                                 |                                 |                                 |                                 |                 |                 |                 |                 |                                                                                           |                                                                                           |                                                                                           |                                                                                           |                                                                                           |                                                                                           |                      |                      |                                        |                                        |                                        |                                        |                                        |                                        |                          |                          |                                                             |                                                             |                                                             |                                                             |                                                             |                                                             |                 |                 |                                          |                                          |                                          |                                          |                                          |                                          |        |        |                                                    |                                                    |                                                    |                                                    |                                                    |                                                    |  |  |  |  |  |  |  |  |  |  |  |  |  |  |  |  |  |  |  |  |  |  |  |  |  |  |  |  |  |  |  |  |  |  |
|             |             | Публий Антистий претор или эдил | Публий Антистий претор или эдил | Публий Антистий претор или эдил | Публий Антистий претор или эдил | Публий Антистий претор или эдил | Публий Антистий претор или эдил |                 |                 |                 |                 | Марк Эмилий Скавр консул 115 до н. э. Луций Корнелий Сулла (отчим) консул 88, 80 до н. э. | Марк Эмилий Скавр консул 115 до н. э. Луций Корнелий Сулла (отчим) консул 88, 80 до н. э. | Марк Эмилий Скавр консул 115 до н. э. Луций Корнелий Сулла (отчим) консул 88, 80 до н. э. | Марк Эмилий Скавр консул 115 до н. э. Луций Корнелий Сулла (отчим) консул 88, 80 до н. э. | Марк Эмилий Скавр консул 115 до н. э. Луций Корнелий Сулла (отчим) консул 88, 80 до н. э. | Марк Эмилий Скавр консул 115 до н. э. Луций Корнелий Сулла (отчим) консул 88, 80 до н. э. |                      |                      | Квинт Муций Сцевола консул 95 до н. э. | Квинт Муций Сцевола консул 95 до н. э. | Квинт Муций Сцевола консул 95 до н. э. | Квинт Муций Сцевола консул 95 до н. э. | Квинт Муций Сцевола консул 95 до н. э. | Квинт Муций Сцевола консул 95 до н. э. |                          |                          | Гай Юлий Цезарь консул 59, 48, 46, 45, 44 до н. э. триумвир | Гай Юлий Цезарь консул 59, 48, 46, 45, 44 до н. э. триумвир | Гай Юлий Цезарь консул 59, 48, 46, 45, 44 до н. э. триумвир | Гай Юлий Цезарь консул 59, 48, 46, 45, 44 до н. э. триумвир | Гай Юлий Цезарь консул 59, 48, 46, 45, 44 до н. э. триумвир | Гай Юлий Цезарь консул 59, 48, 46, 45, 44 до н. э. триумвир |                 |                 | Сципион Назика консул 52 до н. э.        | Сципион Назика консул 52 до н. э.        | Сципион Назика консул 52 до н. э.        | Сципион Назика консул 52 до н. э.        | Сципион Назика консул 52 до н. э.        | Сципион Назика консул 52 до н. э.        |        |        | Марк Лициний Красс консул 70, 55 до н. э. триумвир | Марк Лициний Красс консул 70, 55 до н. э. триумвир | Марк Лициний Красс консул 70, 55 до н. э. триумвир | Марк Лициний Красс консул 70, 55 до н. э. триумвир | Марк Лициний Красс консул 70, 55 до н. э. триумвир | Марк Лициний Красс консул 70, 55 до н. э. триумвир |  |  |  |  |  |  |  |  |  |  |  |  |  |  |  |  |  |  |  |  |  |  |  |  |  |  |  |  |  |  |  |  |  |  |
|             |             | Публий Антистий претор или эдил | Публий Антистий претор или эдил | Публий Антистий претор или эдил | Публий Антистий претор или эдил | Публий Антистий претор или эдил | Публий Антистий претор или эдил |                 |                 |                 |                 | Марк Эмилий Скавр консул 115 до н. э. Луций Корнелий Сулла (отчим) консул 88, 80 до н. э. | Марк Эмилий Скавр консул 115 до н. э. Луций Корнелий Сулла (отчим) консул 88, 80 до н. э. | Марк Эмилий Скавр консул 115 до н. э. Луций Корнелий Сулла (отчим) консул 88, 80 до н. э. | Марк Эмилий Скавр консул 115 до н. э. Луций Корнелий Сулла (отчим) консул 88, 80 до н. э. | Марк Эмилий Скавр консул 115 до н. э. Луций Корнелий Сулла (отчим) консул 88, 80 до н. э. | Марк Эмилий Скавр консул 115 до н. э. Луций Корнелий Сулла (отчим) консул 88, 80 до н. э. |                      |                      | Квинт Муций Сцевола консул 95 до н. э. | Квинт Муций Сцевола консул 95 до н. э. | Квинт Муций Сцевола консул 95 до н. э. | Квинт Муций Сцевола консул 95 до н. э. | Квинт Муций Сцевола консул 95 до н. э. | Квинт Муций Сцевола консул 95 до н. э. |                          |                          | Гай Юлий Цезарь консул 59, 48, 46, 45, 44 до н. э. триумвир | Гай Юлий Цезарь консул 59, 48, 46, 45, 44 до н. э. триумвир | Гай Юлий Цезарь консул 59, 48, 46, 45, 44 до н. э. триумвир | Гай Юлий Цезарь консул 59, 48, 46, 45, 44 до н. э. триумвир | Гай Юлий Цезарь консул 59, 48, 46, 45, 44 до н. э. триумвир | Гай Юлий Цезарь консул 59, 48, 46, 45, 44 до н. э. триумвир |                 |                 | Сципион Назика консул 52 до н. э.        | Сципион Назика консул 52 до н. э.        | Сципион Назика консул 52 до н. э.        | Сципион Назика консул 52 до н. э.        | Сципион Назика консул 52 до н. э.        | Сципион Назика консул 52 до н. э.        |        |        | Марк Лициний Красс консул 70, 55 до н. э. триумвир | Марк Лициний Красс консул 70, 55 до н. э. триумвир | Марк Лициний Красс консул 70, 55 до н. э. триумвир | Марк Лициний Красс консул 70, 55 до н. э. триумвир | Марк Лициний Красс консул 70, 55 до н. э. триумвир | Марк Лициний Красс консул 70, 55 до н. э. триумвир |  |  |  |  |  |  |  |  |  |  |  |  |  |  |  |  |  |  |  |  |  |  |  |  |  |  |  |  |  |  |  |  |  |  |
|             |             | 1) Антистия 86 — 82 до н. э.    | 1) Антистия 86 — 82 до н. э.    | 1) Антистия 86 — 82 до н. э.    | 1) Антистия 86 — 82 до н. э.    | 1) Антистия 86 — 82 до н. э.    | 1) Антистия 86 — 82 до н. э.    |                 |                 |                 |                 | 2) Эмилия Скавра 82 — ок. 81 до н. э.                                                     | 2) Эмилия Скавра 82 — ок. 81 до н. э.                                                     | 2) Эмилия Скавра 82 — ок. 81 до н. э.                                                     | 2) Эмилия Скавра 82 — ок. 81 до н. э.                                                     | 2) Эмилия Скавра 82 — ок. 81 до н. э.                                                     | 2) Эмилия Скавра 82 — ок. 81 до н. э.                                                     |                      |                      | 3) Муция Терция ок. 79 — 62 до н. э.   | 3) Муция Терция ок. 79 — 62 до н. э.   | 3) Муция Терция ок. 79 — 62 до н. э.   | 3) Муция Терция ок. 79 — 62 до н. э.   | 3) Муция Терция ок. 79 — 62 до н. э.   | 3) Муция Терция ок. 79 — 62 до н. э.   |                          |                          | 4) Юлия Цезарис ок. 59 — 54 до н. э.                        | 4) Юлия Цезарис ок. 59 — 54 до н. э.                        | 4) Юлия Цезарис ок. 59 — 54 до н. э.                        | 4) Юлия Цезарис ок. 59 — 54 до н. э.                        | 4) Юлия Цезарис ок. 59 — 54 до н. э.                        | 4) Юлия Цезарис ок. 59 — 54 до н. э.                        |                 |                 | 5) Корнелия Метелла ок. 52 — 48 до н. э. | 5) Корнелия Метелла ок. 52 — 48 до н. э. | 5) Корнелия Метелла ок. 52 — 48 до н. э. | 5) Корнелия Метелла ок. 52 — 48 до н. э. | 5) Корнелия Метелла ок. 52 — 48 до н. э. | 5) Корнелия Метелла ок. 52 — 48 до н. э. |        |        | 1) Публий Лициний Красс                            | 1) Публий Лициний Красс                            | 1) Публий Лициний Красс                            | 1) Публий Лициний Красс                            | 1) Публий Лициний Красс                            | 1) Публий Лициний Красс                            |  |  |  |  |  |  |  |  |  |  |  |  |  |  |  |  |  |  |  |  |  |  |  |  |  |  |  |  |  |  |  |  |  |  |
|             |             | 1) Антистия 86 — 82 до н. э.    | 1) Антистия 86 — 82 до н. э.    | 1) Антистия 86 — 82 до н. э.    | 1) Антистия 86 — 82 до н. э.    | 1) Антистия 86 — 82 до н. э.    | 1) Антистия 86 — 82 до н. э.    |                 |                 |                 |                 | 2) Эмилия Скавра 82 — ок. 81 до н. э.                                                     | 2) Эмилия Скавра 82 — ок. 81 до н. э.                                                     | 2) Эмилия Скавра 82 — ок. 81 до н. э.                                                     | 2) Эмилия Скавра 82 — ок. 81 до н. э.                                                     | 2) Эмилия Скавра 82 — ок. 81 до н. э.                                                     | 2) Эмилия Скавра 82 — ок. 81 до н. э.                                                     |                      |                      | 3) Муция Терция ок. 79 — 62 до н. э.   | 3) Муция Терция ок. 79 — 62 до н. э.   | 3) Муция Терция ок. 79 — 62 до н. э.   | 3) Муция Терция ок. 79 — 62 до н. э.   | 3) Муция Терция ок. 79 — 62 до н. э.   | 3) Муция Терция ок. 79 — 62 до н. э.   |                          |                          | 4) Юлия Цезарис ок. 59 — 54 до н. э.                        | 4) Юлия Цезарис ок. 59 — 54 до н. э.                        | 4) Юлия Цезарис ок. 59 — 54 до н. э.                        | 4) Юлия Цезарис ок. 59 — 54 до н. э.                        | 4) Юлия Цезарис ок. 59 — 54 до н. э.                        | 4) Юлия Цезарис ок. 59 — 54 до н. э.                        |                 |                 | 5) Корнелия Метелла ок. 52 — 48 до н. э. | 5) Корнелия Метелла ок. 52 — 48 до н. э. | 5) Корнелия Метелла ок. 52 — 48 до н. э. | 5) Корнелия Метелла ок. 52 — 48 до н. э. | 5) Корнелия Метелла ок. 52 — 48 до н. э. | 5) Корнелия Метелла ок. 52 — 48 до н. э. |        |        | 1) Публий Лициний Красс                            | 1) Публий Лициний Красс                            | 1) Публий Лициний Красс                            | 1) Публий Лициний Красс                            | 1) Публий Лициний Красс                            | 1) Публий Лициний Красс                            |  |  |  |  |  |  |  |  |  |  |  |  |  |  |  |  |  |  |  |  |  |  |  |  |  |  |  |  |  |  |  |  |  |  |
|             |             |                                 |                                 |                                 |                                 |                                 |                                 |                 |                 |                 |                 |                                                                                           |                                                                                           |                                                                                           |                                                                                           |                                                                                           |                                                                                           |                      |                      |                                        |                                        |                                        |                                        |                                        |                                        |                          |                          |                                                             |                                                             |                                                             |                                                             |                                                             |                                                             |                 |                 |                                          |                                          |                                          |                                          |                                          |                                          |        |        |                                                    |                                                    |                                                    |                                                    |                                                    |                                                    |  |  |  |  |  |  |  |  |  |  |  |  |  |  |  |  |  |  |  |  |  |  |  |  |  |  |  |  |  |  |  |  |  |  |
|             |             |                                 |                                 |                                 |                                 |                                 |                                 |                 |                 |                 |                 |                                                                                           |                                                                                           |                                                                                           |                                                                                           |                                                                                           |                                                                                           |                      |                      |                                        |                                        |                                        |                                        |                                        |                                        |                          |                          |                                                             |                                                             |                                                             |                                                             |                                                             |                                                             |                 |                 |                                          |                                          |                                          |                                          |                                          |                                          |        |        |                                                    |                                                    |                                                    |                                                    |                                                    |                                                    |  |  |  |  |  |  |  |  |  |  |  |  |  |  |  |  |  |  |  |  |  |  |  |  |  |  |  |  |  |  |  |  |  |  |
|             |             |                                 |                                 |                                 |                                 |                                 |                                 |                 |                 |                 |                 | 1) Фауст Корнелий Сулла                                                                   | 1) Фауст Корнелий Сулла                                                                   | 1) Фауст Корнелий Сулла                                                                   | 1) Фауст Корнелий Сулла                                                                   | 1) Фауст Корнелий Сулла                                                                   | 1) Фауст Корнелий Сулла                                                                   |                      |                      | Помпея                                 | Помпея                                 | Помпея                                 | Помпея                                 | Помпея                                 | Помпея                                 |                          |                          | 2) Луций Корнелий Цинна                                     | 2) Луций Корнелий Цинна                                     | 2) Луций Корнелий Цинна                                     | 2) Луций Корнелий Цинна                                     | 2) Луций Корнелий Цинна                                     | 2) Луций Корнелий Цинна                                     |                 |                 | Секст Помпей                             | Секст Помпей                             | Секст Помпей                             | Секст Помпей                             | Секст Помпей                             | Секст Помпей                             |        |        | Скрибония                                          | Скрибония                                          | Скрибония                                          | Скрибония                                          | Скрибония                                          | Скрибония                                          |  |  |  |  |  |  |  |  |  |  |  |  |  |  |  |  |  |  |  |  |  |  |  |  |  |  |  |  |  |  |  |  |  |  |
|             |             |                                 |                                 |                                 |                                 |                                 |                                 |                 |                 |                 |                 | 1) Фауст Корнелий Сулла                                                                   | 1) Фауст Корнелий Сулла                                                                   | 1) Фауст Корнелий Сулла                                                                   | 1) Фауст Корнелий Сулла                                                                   | 1) Фауст Корнелий Сулла                                                                   | 1) Фауст Корнелий Сулла                                                                   |                      |                      | Помпея                                 | Помпея                                 | Помпея                                 | Помпея                                 | Помпея                                 | Помпея                                 |                          |                          | 2) Луций Корнелий Цинна                                     | 2) Луций Корнелий Цинна                                     | 2) Луций Корнелий Цинна                                     | 2) Луций Корнелий Цинна                                     | 2) Луций Корнелий Цинна                                     | 2) Луций Корнелий Цинна                                     |                 |                 | Секст Помпей                             | Секст Помпей                             | Секст Помпей                             | Секст Помпей                             | Секст Помпей                             | Секст Помпей                             |        |        | Скрибония                                          | Скрибония                                          | Скрибония                                          | Скрибония                                          | Скрибония                                          | Скрибония                                          |  |  |  |  |  |  |  |  |  |  |  |  |  |  |  |  |  |  |  |  |  |  |  |  |  |  |  |  |  |  |  |  |  |  |
|             |             |                                 |                                 |                                 |                                 |                                 |                                 |                 |                 |                 |                 |                                                                                           |                                                                                           |                                                                                           |                                                                                           |                                                                                           |                                                                                           |                      |                      |                                        |                                        |                                        |                                        |                                        |                                        |                          |                          |                                                             |                                                             |                                                             |                                                             |                                                             |                                                             |                 |                 |                                          |                                          |                                          |                                          |                                          |                                          |        |        |                                                    |                                                    |                                                    |                                                    |                                                    |                                                    |  |  |  |  |  |  |  |  |  |  |  |  |  |  |  |  |  |  |  |  |  |  |  |  |  |  |  |  |  |  |  |  |  |  |
|             |             |                                 |                                 |                                 |                                 |                                 |                                 |                 |                 |                 |                 |                                                                                           |                                                                                           |                                                                                           |                                                                                           |                                                                                           |                                                                                           |                      |                      |                                        |                                        |                                        |                                        |                                        |                                        |                          |                          |                                                             |                                                             |                                                             |                                                             |                                                             |                                                             |                 |                 |                                          |                                          |                                          |                                          |                                          |                                          |        |        |                                                    |                                                    |                                                    |                                                    |                                                    |                                                    |  |  |  |  |  |  |  |  |  |  |  |  |  |  |  |  |  |  |  |  |  |  |  |  |  |  |  |  |  |  |  |  |  |  |
| Гней Помпей | Гней Помпей | Гней Помпей                     | Гней Помпей                     | Гней Помпей                     | Гней Помпей                     |                                 |                                 | Клавдия Пульхра | Клавдия Пульхра | Клавдия Пульхра | Клавдия Пульхра | Клавдия Пульхра                                                                           | Клавдия Пульхра                                                                           |                                                                                           |                                                                                           | Фавст Корнелий Сулла                                                                      | Фавст Корнелий Сулла                                                                      | Фавст Корнелий Сулла | Фавст Корнелий Сулла | Фавст Корнелий Сулла                   | Фавст Корнелий Сулла                   |                                        |                                        | Гней Корнелий Цинна Магн               | Гней Корнелий Цинна Магн               | Гней Корнелий Цинна Магн | Гней Корнелий Цинна Магн | Гней Корнелий Цинна Магн                                    | Гней Корнелий Цинна Магн                                    |                                                             |                                                             | Корнелия Помпея                                             | Корнелия Помпея                                             | Корнелия Помпея | Корнелия Помпея | Корнелия Помпея                          | Корнелия Помпея                          |                                          |                                          | Помпея                                   | Помпея                                   | Помпея | Помпея | Помпея                                             | Помпея                                             |                                                    |                                                    |                                                    |                                                    |  |  |  |  |  |  |  |  |  |  |  |  |  |  |  |  |  |  |  |  |  |  |  |  |  |  |  |  |  |  |  |  |  |  |
| Гней Помпей | Гней Помпей | Гней Помпей                     | Гней Помпей                     | Гней Помпей                     | Гней Помпей                     |                                 |                                 | Клавдия Пульхра | Клавдия Пульхра | Клавдия Пульхра | Клавдия Пульхра | Клавдия Пульхра                                                                           | Клавдия Пульхра                                                                           |                                                                                           |                                                                                           | Фавст Корнелий Сулла                                                                      | Фавст Корнелий Сулла                                                                      | Фавст Корнелий Сулла | Фавст Корнелий Сулла | Фавст Корнелий Сулла                   | Фавст Корнелий Сулла                   |                                        |                                        | Гней Корнелий Цинна Магн               | Гней Корнелий Цинна Магн               | Гней Корнелий Цинна Магн | Гней Корнелий Цинна Магн | Гней Корнелий Цинна Магн                                    | Гней Корнелий Цинна Магн                                    |                                                             |                                                             | Корнелия Помпея                                             | Корнелия Помпея                                             | Корнелия Помпея | Корнелия Помпея | Корнелия Помпея                          | Корнелия Помпея                          |                                          |                                          | Помпея                                   | Помпея                                   | Помпея | Помпея | Помпея                                             | Помпея                                             |                                                    |                                                    |                                                    |                                                    |  |  |  |  |  |  |  |  |  |  |  |  |  |  |  |  |  |  |  |  |  |  |  |  |  |  |  |  |  |  |  |  |  |  |

Помпей был женат пять раз. В 86 году до н. э. двадцатилетнего Помпея привлекли к суду (подробнее см. выше). Руководивший процессом магистрат Публий Антистий решил выдать свою дочь за молодого талантливого нобиля и тайно предложил ему в жёны свою дочь (Гней недавно потерял отца, и потому решение о браке принимал только он); вскоре после оправдания Помпея была сыграна свадьба. В 82 году до н. э. Сулла и его жена Метелла вынудили Помпея развестись с Антистией и жениться на приёмной дочери диктатора Эмилии Скавре от первого брака Метеллы с консулом и принцепсом сената Марком Эмилием Скавром. Эмилия была замужем и, более того, беременна, но её муж оказался в числе врагов Суллы, и диктатор приказал своей дочери выйти замуж за своего верного сторонника. Во время родов вскоре после свадьбы Эмилия умерла.
В 79 году до н. э. Помпей женился в третий раз. Его женой стала Муция Терция, дочь консула и великого понтифика Квинта Муция Сцеволы. Благодаря этому браку Помпей сблизился с многими влиятельными римскими политиками и, прежде всего, с семейством Метеллов. В 62 году до н. э., едва вернувшись с востока, Помпей разводится с Муцией. По сведениям Аскония, Плутарха и Светония, причиной развода была измена Муции, причём Светоний называет любовником Муции Гая Юлия Цезаря. Слова Цицерона, современника событий, скорее противоречат этой версии, чем подтверждают. Кроме того, после развода и брака с Марком Эмилием Скавром (братом второй жены Помпея) Муция пользовалась всеобщим уважением. Поэтому весьма вероятно, что развод был совершён по политическим причинам. От Муции у Помпея было трое детей — сыновья Гней и Секст, а также одна дочь Помпея.
Вскоре после развода с Муцией Помпей попытался породниться со своим молодым, но энергичным оппонентом Катоном Младшим с помощью брака на его племяннице (подробнее см. выше). Впрочем, Катон отказал Гнею. В конце концов, в 59 году до н. э. 47-летний Помпей женился на 24-летней Юлии, дочери Цезаря. Источники описывают этот брак как счастливый. Возможно, именно Юлия повлияла на решение Помпея покровительствовать искусствам. Известно и о том, что Гай Меммий пытался соблазнить Юлию, но она сразу же рассказала обо всём мужу. Смерть Юлии стала потрясением для Помпея; сперва он хотел похоронить её в своём поместье в Альбане, однако римляне убедили его похоронить Юлию на Марсовом поле.

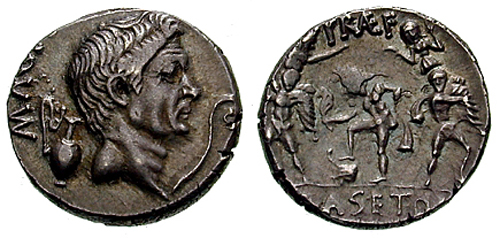
Профиль Гнея Помпея Великого на денарии его сына Секста Помпея (40 г. до н. э.)

После смерти Юлии Помпей отказался от повторного союза с семьёй Цезаря, женившись на Корнелии Метелле, вдове погибшего в парфянском походе Публия Красса и одновременно дальней родственнице Марка Красса. Источники вновь характеризуют этот брак как счастливый, несмотря на политический характер его заключения. Корнелия разбиралась в науках и искусствах, а также покровительствовала им, как и Юлия. Впрочем, некоторые римляне утверждали, что из-за новой жены Помпей окончательно забросил политические и военные дела. Кроме того, порицалось неравенство в возрасте: Корнелия была намного моложе своего мужа. Перед битвой при Фарсале Помпей отослал Корнелию на остров Лесбос, куда и сам прибыл вскоре после поражения. В гавани Пелузия Метелла наблюдала убийство своего мужа, после чего бежала вместе с флотом в Италию, где получила прощение от Цезаря.
В отличие от Цезаря и многих других современников, Помпея никогда не упрекали в сексуальной распущенности. Лишь однажды Клодий, политический противник Помпея, обвинил его в нередком, но порицавшемся мужеложстве, когда тот был женат на Юлии; между тем, это единственное подобное обвинение против него, и оно не подтверждается другими источниками (впрочем, Светоний перечисляет в ряду аналогичных обвинений против Цезаря, что один римлянин называл Помпея царём, а Цезаря — царицей).
Все дети Помпея продолжили дело отца после его убийства: сыновья Гней и Секст бежали в Африку, а оттуда в Испанию, где возглавили войска противников Цезаря. После поражения в битве при Мунде Гней вскоре был убит, а Секст скрылся в Сицилии. После убийства Цезаря он укрепился на острове и несколько лет успешно отражал атаки Второго триумвирата, но в конце концов был разбит и казнён. Дочь Гнея, Помпея, присоединилась к Сексту в Сицилии, но вскоре умерла.

## Личность

### Оценки современников

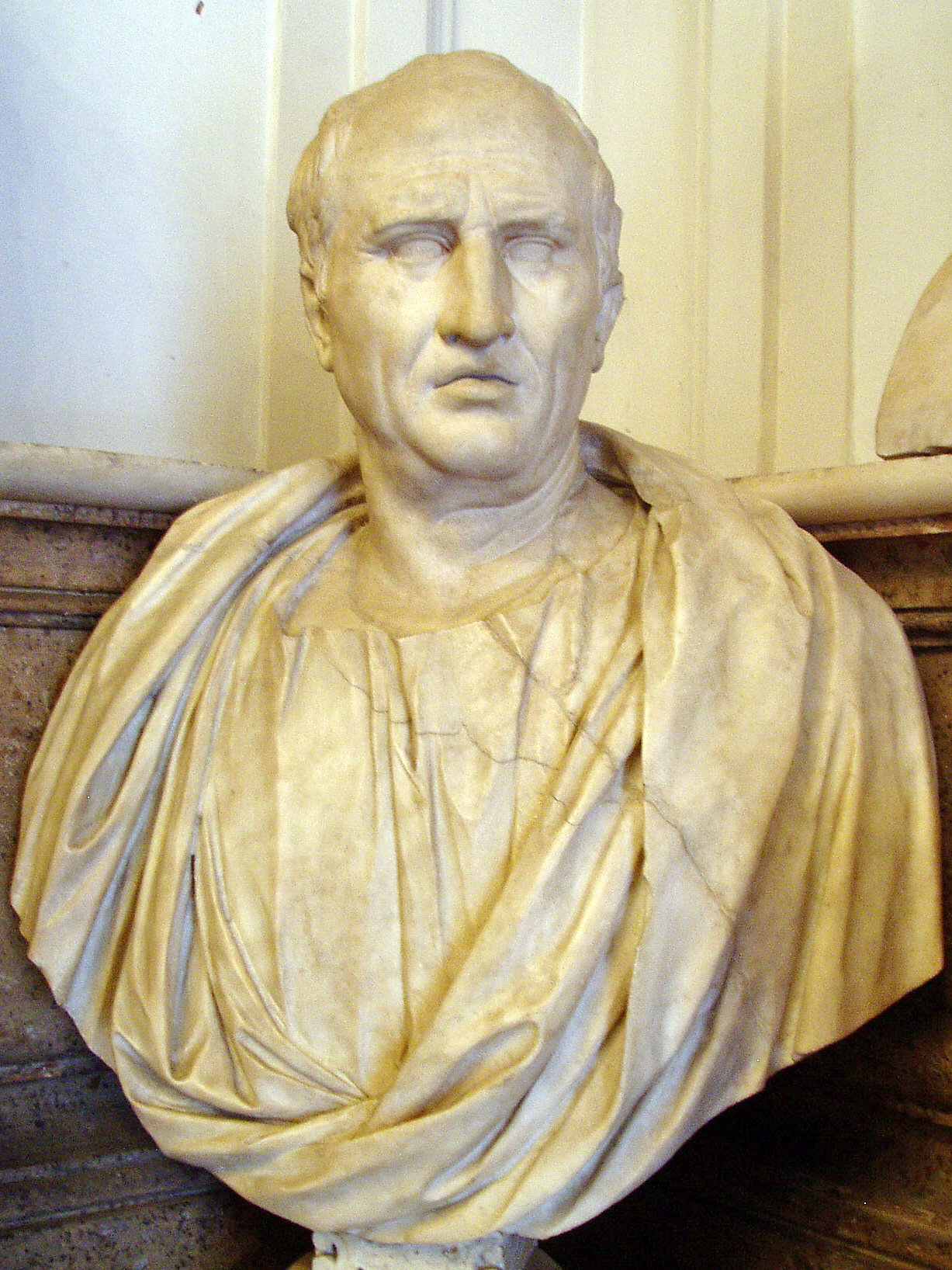
Марк Туллий Цицерон

Цицерон, очень хорошо знавший Помпея, высоко ценил его, хотя и критиковал ряд его поступков. В начале своей политической карьеры Марк Туллий ориентировался на влиятельного полководца и всячески поддерживал его (вместе они отстаивали интересы сословия всадников). Первая часть речи Цицерона «О законе Манилия» (67-66 годы до н. э.) представляет собой панегирик полководцу. Цицерон превозносит Помпея, подчёркивая его честность, личное обаяние, особое покровительство Фортуны. При этом, отмечает М. Е. Грабарь-Пассек, в своих похвалах оратор не слишком уклоняется от истины. В целом, по мнению оратора, истинное величие полководца в наибольшей степени проявлялось именно в морально-волевых качествах, а не в военных и политических успехах. Сохранилось письмо Цицерона к своему другу Аттику, в котором оратор так отзывается о гибели Помпея: «Не могу не горевать о его судьбе; ведь я знал его, как человека неподкупного, бескорыстного и строгих правил».
Цезарь в написанных вскоре после гибели Гнея «Записках о Гражданской войне» подвергает Помпея резкой критике. Он обвиняет бывшего коллегу по триумвирату в предательстве их дружбы, ранее скреплённой брачным союзом, подчёркивает его честолюбие, хвастовство и самоуверенность, а также отмечает плохой выбор тактики в битве при Фарсале. Впрочем, по мнению М. Е. Грабарь-Пассек, неприязнь диктатора направлена не столько против самого Помпея, сколько против его окружения; исследовательница полагает, что Цезарь видел Гнея «недостаточно решительным, несамостоятельным, самонадеянным и неумным человеком, которого не за что уважать, но не за что и ненавидеть». При этом ранее, до своего возвышения, Цезарь активно поддерживал Помпея.
По сведениям Плутарха, ещё в 70-е годы до н. э. Красс завидовал влиянию Помпея, хотя версия о соперничестве двух политиков иногда оспаривается (см. выше). Греческий историк отмечает, что Красс, стремясь сравняться в популярности с Гнеем, пользовался его высокомерием, уединённым образом жизни и нечастой помощью окружающим, успешно противопоставляя этим качествам Помпея свою открытость, публичную активность и щедрость. Во время совместного консулата в 70 году до н. э. их согласие было показным, а к концу года исчезла и видимость мира между ними. Впрочем, для формирования триумвирата оба политика помирились (см. выше).
Историк Саллюстий во втором письме Цезарю (вероятно, подлинном) писал о Помпее:
«Ты [Цезарь], император, вёл войну с человеком прославленным, могущественным, жадным до власти, не столько мудрым, сколько удачливым; за ним последовали лишь немногие, ставшие твоими недругами из-за того, что считали себя несправедливо обиженными, а также те, кто был связан с ним родственными или иными тесными узами. Власти же не разделил с ним никто, а если бы Помпей смог это стерпеть, война не потрясла бы всего мира».
Известный философ и ритор Посидоний, лично знакомый с Помпеем, написал в 50-е годы до н. э. сочинение о полководце в благожелательном для него духе (произведение не сохранилось).
Плутарх в биографии полководца утверждает, будто «никто из римлян, кроме Помпея, не пользовался такой любовью народа».

### Помпей в памяти последующих поколений
В общественном мнении конца I века до н. э. — I века н. э. Помпей оценивался весьма высоко. Свободному высказыванию этих убеждений современниками способствовало отсутствие какой-либо цензуры в этом вопросе со стороны династии Юлиев-Клавдиев — потомков победившего диктатора. Несмотря на открытое противостояние Цезаря и Помпея, императоры относились к побеждённому полководцу вполне нейтрально. Известно, что на похоронах Августа Помпея упоминали в числе римских героев, однако его воспринимали не как защитника Республики, а скорее как одного из создателей Империи.
Историк Тит Ливий писал «Историю от основания города» в благожелательном для Помпея духе: по сообщению Тацита, император Август, покровитель Ливия, в шутку называл его «помпеянцем» за идеализацию полководца. Впрочем, не совсем ясно, поддерживал ли историк одного лишь Помпея, или его панегирик полководцу был частью поддержки всей коалиции Помпея и нобилей в гражданской войне. Историк Веллей Патеркул подчёркивал военные достижения и величие полководца, но отмечал и изменчивость судьбы: Помпею, завоевателю мира, долгое время не находилось земли для упокоения. Историк также считал разрушительным для Рима создание первого триумвирата; в его время подобная характеристика, впрочем, была стандартной. Поэт Лукан написал в правление Нерона историческую поэму «Фарсалия». Лукан сдержанно оценивал полководческие и организаторские способности Цезаря и Помпея, но общая оценка полководца как смертного героя была схожа с позицией Цицерона (см. выше). Естествоиспытатель и историк Плиний Старший утверждал, что победы Помпея равны победам Александра Македонского. На рубеже I и II веков Плутарх составил биографию Помпея, которая является основным историческим источником по жизни полководца. Гней сравнивается со спартанским царём Агесилаем и изображается скорее сочувственно, но с акцентированием внимания на честолюбии и крайнем индивидуализме.

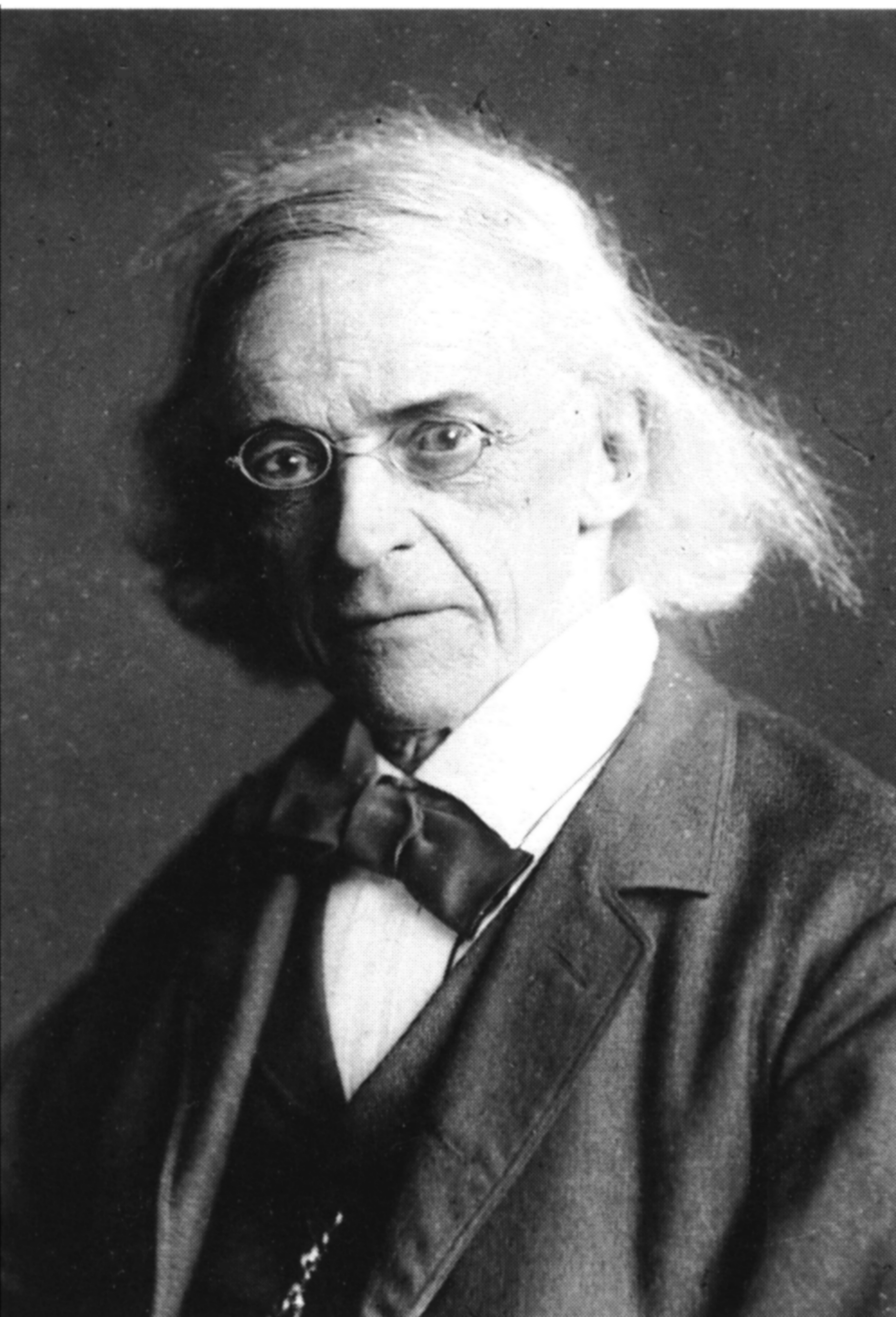
Теодор Моммзен

Впрочем, в I—II веках н. э. существовали и критические взгляды на деятельность Помпея. Философ Сенека Младший обвинял полководца в честолюбии, а историк Тацит полагал, что Помпей был ничем не лучше тиранов Мария и Суллы.
В Средние века и Новое время Помпей начинает восприниматься прежде всего как антагонист Цезаря, и его образ становится неотъемлемым от фигуры Цезаря. Знакомство с произведениями классической литературы (в XV веке сочинения Плутарха были переведены на латинский язык) придало образу Помпея у писателей и драматургов индивидуальность: он олицетворял собой Республику. Кроме того, вслед за античными авторами подчёркивались его добродетельность. О жизни и, чаще, смерти Помпея были написаны трагедии «Цезарь и Помпей» Джорджа Чапмена (опубликована в 1631 году), «Смерть Помпея» Пьера Корнеля (1643 год), «Трагедия Великого Помпея» Джона Мейсфилда (1910 год).
В изобразительном искусстве эпохи Возрождения и Нового времени образ Помпея обычно возникает в качестве оппонента Цезаря. Чаще всего в европейском искусстве фигурируют два сюжета с его участием: «Голова Помпея, преподнесённая Цезарю» и «Убийство Цезаря» (в последнем случае диктатор падает к подножию статуи Помпея).
В кинематографе образ Помпея используется редко и, как правило, лишь в ролях второго плана. Эпизодическую роль в фильме «Царь царей» исполнил Конрадо Сан Мартин, в телесериале «Зена — королева воинов» — Джереми Кэллаган. В фильме «Юлий Цезарь» Помпея сыграл Крис Нот, в телесериале «Рим» — Кеннет Крэнэм, в телесериале «Спартак: Война проклятых» эпизодическую роль исполнил Джоэл Тобек.

### Образ в историографии
В исторической науке фигуру Помпея, как правило, рассматривают через призму его соперничества с Цезарем. Важнейшими источниками для восстановления биографии Гнея являются сочинения Плутарха (биографии Помпея и его современников в «Сравнительных жизнеописаниях»), Цицерона, Цезаря и Аппиана. Немецкий историк Вильгельм Друман полагал, что Цезарь, который вынашивал планы по установлению монархии ещё со времён Суллы, во времена первого триумвирата полностью манипулировал Крассом и Помпеем. Взгляды Друмана о Цезаре как центральной фигуре римской истории I века до н. э. развил Теодор Моммзен. Он же в наибольшей степени повлиял на общую оценку Помпея в историографии (подробнее см. ниже).
Активно полемизировал с выводами Моммзена Эдуард Мейер. Свой взгляд на место и роль Помпея в римской истории он выразил в статье 1903 года «Император Август», переработанную к 1918 году (по другим данным, к 1919 году) в монографию «Монархия Цезаря и принципат Помпея». Говоря о восприятии образа Помпея, Мейер подчеркнул, что «справедливая оценка побеждённого — одна из труднейших задач, которая может быть поставлена перед историком».

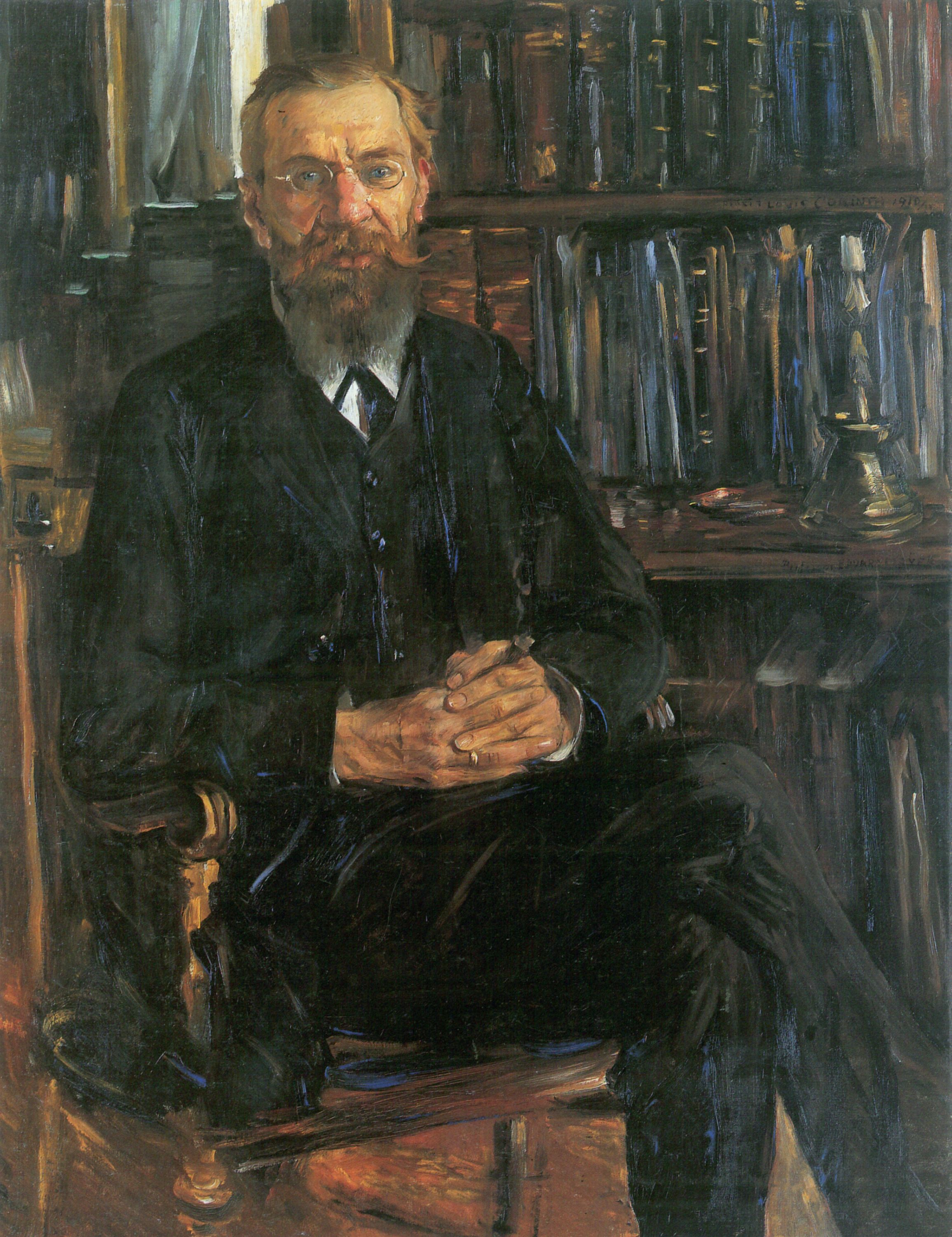
Эдуард Мейер

Негативно оценивал деятельность Помпея Рональд Сайм в своей классической работе «Roman Revolution» («Римская революция»). Впрочем, большее влияние на историографию оказала точка зрения Эдуарда Мейера: приверженцами его взглядов на Помпея были такие известные антиковеды, как Жюль ван Отегем, Христиан Мейер и Сергей Львович Утченко. Свои сторонники, впрочем, остаются и у точки зрения Теодора Моммзена; кроме того, в конце XX века наметилась тенденция к сближению с умеренно-критическими позициями в отношении Помпея: его, в частности, обвиняют в некомпетентности.
В 1944 году исследование о Помпее на немецком языке выпустил Маттиас Гельцер, и уже в 1949 году оно было переиздано. Гельцер высоко оценивал Гнея как генерала в Серторианской войне и кампании против пиратов, но сдержанно охарактеризовал его действия в Третьей Митридатовой войне, а также в сенате. Немецкий исследователь признавал Помпея лучшим организатором по сравнению с Цезарем, а также считал его в некоторой степени учителем будущего диктатора. Рецензенты в целом положительно оценивали работу и отмечали отказ немецкого учёного от следования за оценками и Теодора Моммзена, и Эдуарда Мейера. В то же время, Джон Перси Болсдон считал, что в описаниях Гельцера порой угадывался пересказ того или иного античного источника, а Фрэнк Эзра Эдкок указал на неточность некоторых суждений историка (в частности, о влиянии сна перед битвой при Фарсале на психологическое равновесие полководца).
В 1954 году биографию Гнея на французском языке напечатал Жюль ван Отегем (Jules van Ooteghem). Бельгийский исследователь, в частности, высказался против версий о вынужденном отказе Суллы от диктатуры под влиянием Помпея и других видных сулланцев, а также об измене Тита Лабиена (он мог всё время быть помпеянцем, и потому его переход в другой лагерь был, напротив, следствием верности своему изначальному покровителю). Наибольшее внимание исследователя сосредоточено вокруг военных кампаний; он также пришёл к выводу, что Помпей был более одарённым стратегом и политиком, чем Цезарь. Профессор Гарвардского университета Мейсон Хэммонд счёл эту биографию лучше написанной и полнее учитывающей современную историографию, нежели длинная статья в энциклопедии Pauly-Wissowa, и более полной, чем биография Гельцера. Однако он отметил нежелание исследователя замечать роль Помпея в упадке Римской республики, указал на отсутствие должного рассмотрения выводов Эдуарда Мейера и, наконец, выразил сожаление недостаточным вниманием, уделяемым политическим и психологическим аспектам деятельности Помпея.
В 1978—1981 годах на английском языке вышли сразу три биографии Помпея авторства Джона Лича (англ. John Leach), Робина Сиджера и Питера Гринхалха (англ. Peter Greenhalgh).
Первая книга, состоящая из 10 глав и двух приложений, характеризовалась рецензентами как недостаточно глубокая, что отчасти объяснялось ориентацией работы на студентов и читателей не из числа профессиональных историков. Очень высоко рецензенты отзывались об описании автором военных кампаний с акцентом на анализ топографии и стратегии, характеристике политике Гнея в провинциях и повествовании о запутанных событиях после 52 года до н. э. Автор в целом положительно характеризует Помпея (возможно, полемизируя с выводами Рональда Сайма), признавая за ним, в частности, такие качества, как гордость, амбициозность и подверженность суевериям. В то же время, рецензентами отмечались такие погрешности, как недостаточно точное описание обстоятельств основания триумвирата, преувеличение роли Гнея в реформах в год его первого консульства, скудная характеристика политических союзников Помпея и отрицание некоторых свидетельств античных авторов как возможных свидетельств враждебной исторической традиции. Рецензенты также отмечали увлечение механическим использованием сведений некоторых античных авторов при объяснении поступков Помпея, недостаточную опору на современные исследования и недостаточно чёткое понимание некоторых особенностей римской политики. Наконец, указывалось, что стремление автора представить Гнея как последовательного реформатора выглядит неубедительно.
Биографию авторства Робина Сиджера профессор Университета Куинс в Кингстоне Энтони Маршалл охарактеризовал как не столько биографию, сколько анализ римской политики в годы жизни Помпея, содержащий ряд ценных экскурсов в политическую историю. По мнению рецензента, автор нарисовал чересчур картину римской политической жизни как тёмной и враждебной среды, где не было места патриотизму, чести и верности. Британский исследователь предполагает нередкое лицемерие Помпея, его готовность предать старых друзей и тонкий расчёт во всех действиях, включая провоцирование кризисных ситуаций. Британский исследователь предполагает умышленное затягивание Третьей Митридатовой войны и осуществление реформ 70 года до н. э. исключительно в своих интересах. Отстаивая свою версию, он активно полемизирует с выводами других авторов в сносках. В то же время, по мнению рецензента, автор недостаточно подробно проанализировал спорную историческую традицию о вражде Помпея с Крассом, а также не учёл особенности ситуации в Галлии при описании событий 52 года до н. э.. В 2002 году было выпущено второе издание работы.
Двухтомную биографию Помпея авторства Питера Гринхалха профессор Оксфордского университета Дэвид Стоктон оценил очень сдержанно, отметив ряд фактических ошибок, а также наивных и спорных объяснений. По мнению исследователя, большой объём работы не был использован полностью: многие важные вопросы затронуты лишь вскользь, а объяснение поступков Гнея нередко отсутствует. Тем не менее, рецензент отметил хороший стиль сочинения, а также подробное и качественное описание деталей военных операций.
В 2002 году Патриция Саузерн выпустила новую биографию Помпея. Британская исследовательница охарактеризовала Помпея как хитрого политика с некоторыми чертами параноика, а также высоко оценила его административные и военные таланты. Доцент Университета Кента Артур Кивни в своей рецензии охарактеризовал работу как хорошо написанную, но указал на недостаточную новизну материала по сравнению с предшествующими биографиями. Он также счёл, что в книге уделено недостаточно внимания деталям, а также отметил ряд ошибок и неточностей.
На русском языке специальных обобщающих работ о Помпее к началу XXI века так и не появилось, хотя ряд исследователей подробно рассматривали его деятельность. Роберт Юрьевич Виппер высказывал мысли, схожие с позицией Эдуарда Мейера о принципате Помпея. В советской историографии небольшой интерес к Помпею был обусловлен критикой полководца Карлом Марксом. Тем не менее, в русле идей Эдуарда Мейера деятельность полководца рассмотрел Сергей Львович Утченко. Советский исследователь оценил его как образованного и просвещённого деятеля, воспитанного в традиционном духе уважения к законам и обычаям и вследствие этого действовавшего строго в рамках освящённых традицией установлений, без оглядки на удивлённых таким консерватизмом современников. Кроме того, объективную оценку Помпея и его инициатив дал Алексей Борисович Егоров, а Юлий Беркович Циркин посвятил жизни полководца раздел в сборнике биографий «Гражданские войны в Риме. Побеждённые».

### Политические взгляды Помпея
Анализ политических взглядов Гнея долгое время находился в центре внимания антиковедов. Наибольший интерес исследователей вызывало выяснение причин, по которым бессрочным диктатором стал Цезарь, а не Помпей, у которого было больше возможностей стать единоличным правителем, чем у Юлия. Так, по мнению Теодора Моммзена, единоличная власть (по всей видимости, в виде римской диктатуры, а не монархии эллинистического образца) была конечной целью и Цезаря, и Помпея. Неудачу Гнея немецкий историк объясняет отсутствием у полководца волевых качеств: по его мнению, в 62 году до н. э. Помпею просто не хватило мужества взять власть в свои руки, хотя в Риме о предстоящем единовластии говорили как о свершившемся факте и уже «готовились к встрече нового монарха».
Полемизировавший с выводами Моммзена Эдуард Мейер полагал, что Помпей не только не задумывал установить единовластие, но и готов был отказаться, если бы ему предложили стать диктатором. Немецкий историк видел в «принципате» Помпея реализацию на практике основных положений трактата Цицерона «О государстве». В целом, он оценивал Гнея как крупнейшего полководца и стойкого приверженца римских законов и традиций. Кроме того, Мейер считал именно Помпея, а не Цезаря, настоящим предшественником первого императора Августа.
В интерпретации британского учёного Рональда Сайма карьера Гнея, начавшись с мошенничества и насилия, продолжилась предательством и мирным переворотом 70 года до н. э. Сайм полагает, что отказ от вооружённого захвата власти в 62 году до н. э. не осуществился лишь из-за отсутствия должного повода. Историк также скептически относится к прочности мира после гипотетической победы Помпея в гражданской войне: по его мнению, в случае победы над Цезарем Гней наверняка стал бы диктатором и в конце концов пал бы от рук заговорщиков, как и Гай.
Как полагает вслед за Эдуардом Мейером Робин Сиджер, Помпей хотел быть не царём или диктатором, но человеком, к которому сенат и народ обращаются при каждой кризисной ситуации и которого они упрашивают разрешить её. При этом полководец всегда был готов сложить полномочия, а также достойно переносил отказы. Между кризисами Помпей, по мнению британского учёного, надеялся проводить время, окружённый благодарными гражданами. Он также акцентирует внимание на попытках полководца разрядить напряжение с помощью публичных обещаний распустить свою армию. Схожей точки зрения придерживается Юлий Беркович Циркин, отмечающий опору Помпея на свой заслуженный авторитет и его действия в рамках обычных, а не чрезвычайных законов. По его мнению, Гнею в наибольшей степени была близка идея Цицерона о необходимости появления в Риме олицетворявшего традиционные добродетели политика, который сумел бы направлять Римское государство не насилием, а высоким авторитетом. Юрген Унгерн-Штернберг полагает, что Гней, хотя и стремился к первенству в Риме, но надеялся сделать это в рамках действующих законов, а не с помощью военной силы.

### Религиозные взгляды
Религия играла большую роль в жизни Помпея, однако его главный биограф Плутарх не оставил систематического описания отношения полководца к религии (хотя он сделал это для Суллы и Цезаря). Поскольку единого персонального божества-покровителя у римлян в эпоху Помпея не было, Гней особо почитал Венеру, Минерву и героя-полубога Геркулеса.

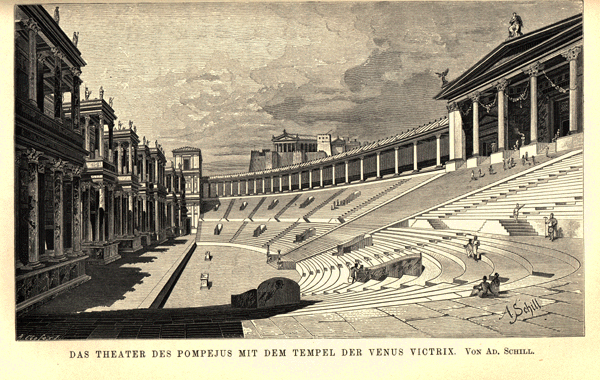
Храм Венеры-Победительницы в театре Помпея располагался на возвышенности прямо напротив сцены

12 августа 55 года до н. э. Помпей открыл построенный на свои деньги огромный театр (по другой версии, в 55 году до н. э. строительство началось, а освящение состоялось в 52 году до н. э.). В составе комплекса сооружений при нём было построено пять святилищ, включая храм, посвящённый Венере-Победительнице (лат. Venus Victrix). Посвящение храма Венере прямо напротив сцены было, вероятно, частью практики отношения с греками, сложившейся в I веке до н. э.: Луций Корнелий Сулла в сношениях с греками называл себя «Эпафродитом» — любимцем Афродиты, греческого аналога римской Венеры. Тем самым он подчёркивал тесную связь Рима с богами Олимпа и с Грецией, чтобы греки воспринимали римлян не как варваров, но как часть эллинского мира. Ещё более активно родство с Венерой подчёркивал Цезарь, который указывал на семейную легенду рода Юлиев, будто они являются потомками Венеры-Афродиты. Помпей же следовал традиции Суллы. Плутарх сообщает, будто в ночь перед битвой при Фарсале Помпею приснился сон, будто он вошёл в святилище Венеры-Победительницы и посвятил ей всю добычу. Сон показался Помпею двусмысленным из-за того, что оба полководца особо почитали Венеру. По словам Аппиана, в этой битве паролем войск Цезаря было «Venus Victrix».
Современные исследователи считают неслучайным, что открытие упомянутого театра состоялось именно 12 августа, в день праздника Геркулеса Непобедимого (лат. Hercules Invictus). Помпей часто ассоциировал себя с Геркулесом и его греческим аналогом — Гераклом, а в битве при Фарсале армия Помпея использовала пароль «Hercules Invictus». На выбор Помпея, вероятно, оказало влияние почитание Геракла Александром Македонским (полководцем, на которого Помпей старался походить) и Митридатом Евпатором. Кроме простого почитания, после возвращения с востока он обновил и заново освятил храм Геркулеса в Риме, и по меньшей мере сто лет его часто называли «Храмом Помпея».
Оба этих культа, приносящих победу, были для Помпея тесно связаны. В 56 году до н. э., когда монетарием Рима был зять Помпея Фавст Корнелий Сулла, были отчеканены монеты с изображениями и Венеры, и Геркулеса — возможно, как раз в угоду Помпею.
Наконец, особым почитанием Помпея пользовалась Минерва. После возвращения с Третьей Митридатовой войны Гней посвятил ей всю добычу и отстроил храм в её честь. При этом у него была возможность получить управление над восстановлением храма Юпитера Капитолийского (старшего в иерархии римских богов), но Помпей ей не воспользовался.

### Военное мастерство

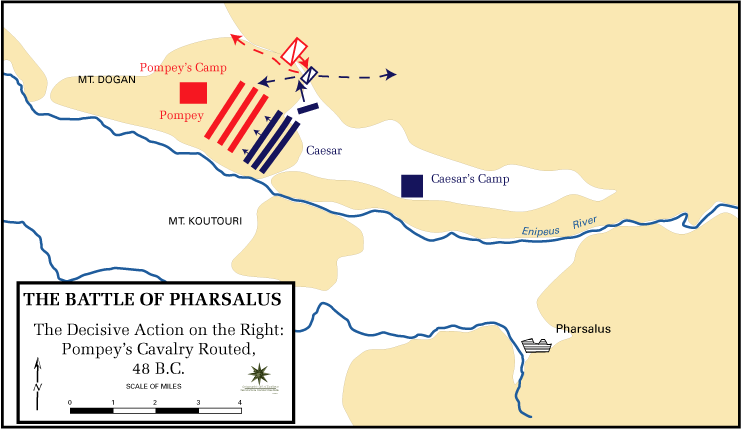
Общий план битвы при Фарсале

Определённые полководческие дарования Помпея признаются всеми исследователями, включая Теодора Моммзена, резко критикующего действия полководца на политическом поприще. В сражениях гражданской войны 83-82 годов до н. э. Помпей проявил себя как недостаточно опытный, но вполне эффективный командир. Во время войны в Испании талантливый полководец Серторий по меньшей мере дважды побеждал Помпея благодаря своему тактическому мастерству и просчётам Помпея; когда же Сертория убили соратники, Помпей успешно использовал против остатков армии повстанцев тактику, близкую к Ганнибаловой. Одной из наиболее противоречивых операций Помпея считается его решение отступать из Италии в 49 году до н. э. Впрочем, в середине XX века, после почти векового обсуждения вопроса, наиболее распространённым стало мнение, что к февралю 49 года до н. э. этот план остался единственным вариантом успешного продолжения войны для Помпея.
Тем не менее, в гражданской войне 49-45 годов до н. э. Помпей проявил себя как добротный военачальник: спланировал и осуществил стратегическое отступление в Грецию, сумел удерживать Брундизий от захвата Цезарем, когда большая часть войск уже переправилась, прорвал осаду Цезаря под Диррахием в самом слабом месте и, наконец, навязал Цезарю время и место генерального сражения. Впрочем, если Помпей как стратег ничем не уступал Цезарю, то в тактическом мастерстве последний превосходил Гнея: Цезарь сумел разгадать план своего противника в битве при Фарсале и использовать его для решающего контрудара. Теодор Моммзен подчёркивает, что Помпей высказывал обоснованные опасения относительно перспектив сражения при Фарсале, но был вынужден уступить напору сенаторов.